# Industrie automobile française
L’industrie automobile française s'est rapidement développée et est devenue une des industries les plus importantes du XXe siècle. Le secteur automobile est un secteur majeur de l'économie française, représentant 16 % du chiffre d'affaires de l'industrie manufacturière française. La France fut une des nations pionnières de l’automobile, grâce à de célèbres marques telles que de Dion-Bouton, Panhard-Levassor, Delahaye, Peugeot, Chenard et Walcker ou Renault (fondées au XIXe siècle) et plus tard de Citroën, Voisin, Bugatti, Delage ou Simca fondées au XXe siècle, dont certaines existent encore aujourd’hui.
Avant 1939, l’industrie automobile occupait d’ailleurs le premier rang des industries mécaniques en France. Elle jouait un rôle essentiel au sein de l’économie française, du fait de la demande de matières premières, mais aussi par le nombre des ouvriers employés, par le montant de son chiffre d’affaires ainsi que par la place tenue dans la balance commerciale. Aujourd’hui, l'industrie automobile française reste une des principales industries automobiles au monde. Cependant, en raison d’une concurrence féroce entre constructeurs, l’industrie automobile française occupe désormais le 12e rang de la production automobile mondiale avec 1 350 000 véhicules produits en 2021.
Actuellement, les groupes de sociétés les plus importants de l'industrie automobile française sont le Groupe Renault-Nissan et le Groupe PSA (intégré depuis 2021 dans Stellantis), qui sont respectivement les 9e et 10e groupes automobiles mondiaux, en termes de véhicules vendus en 2016.

## Histoire

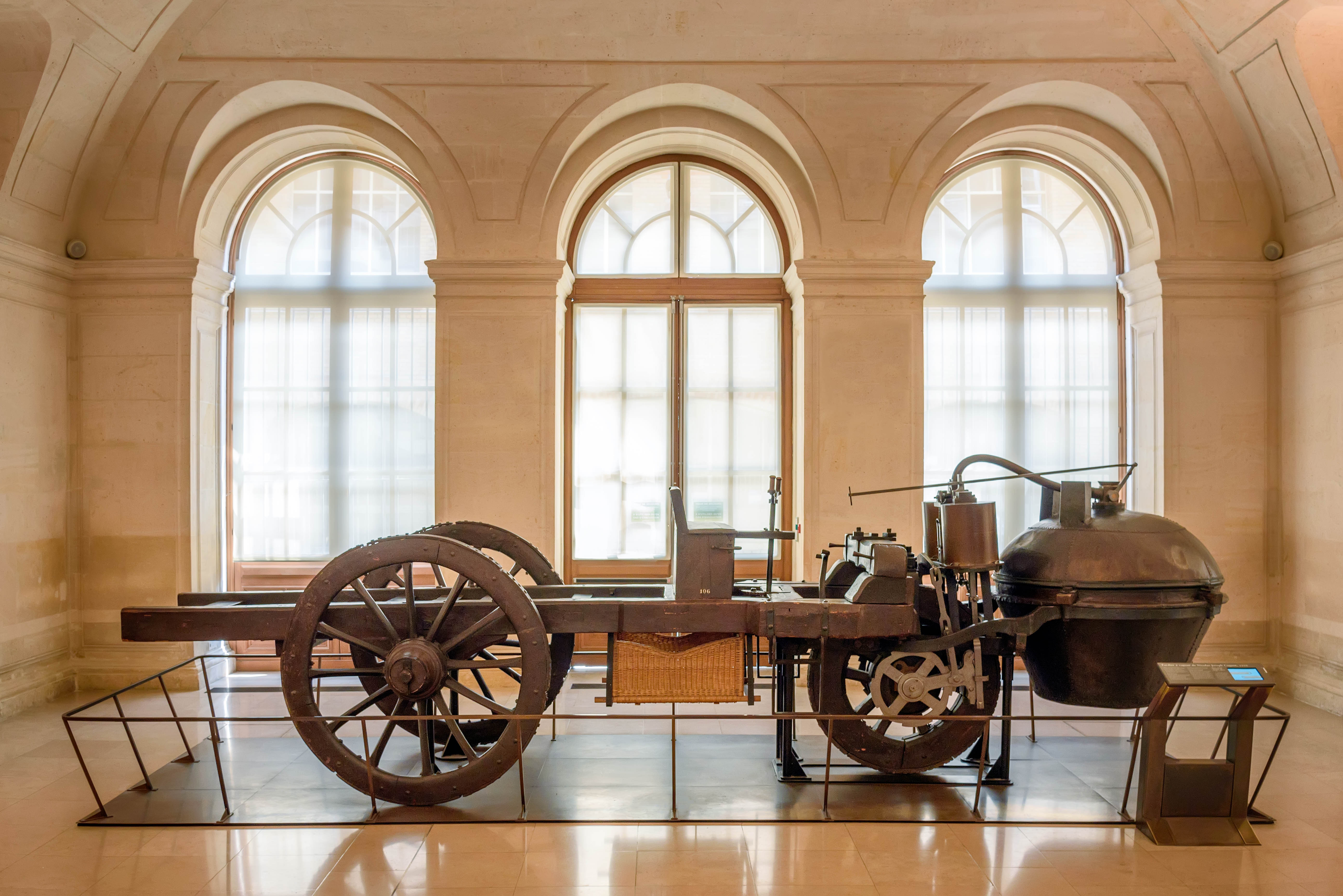
Fardier à vapeur de Joseph Cugnot en 1770, la toute première automobile au monde.

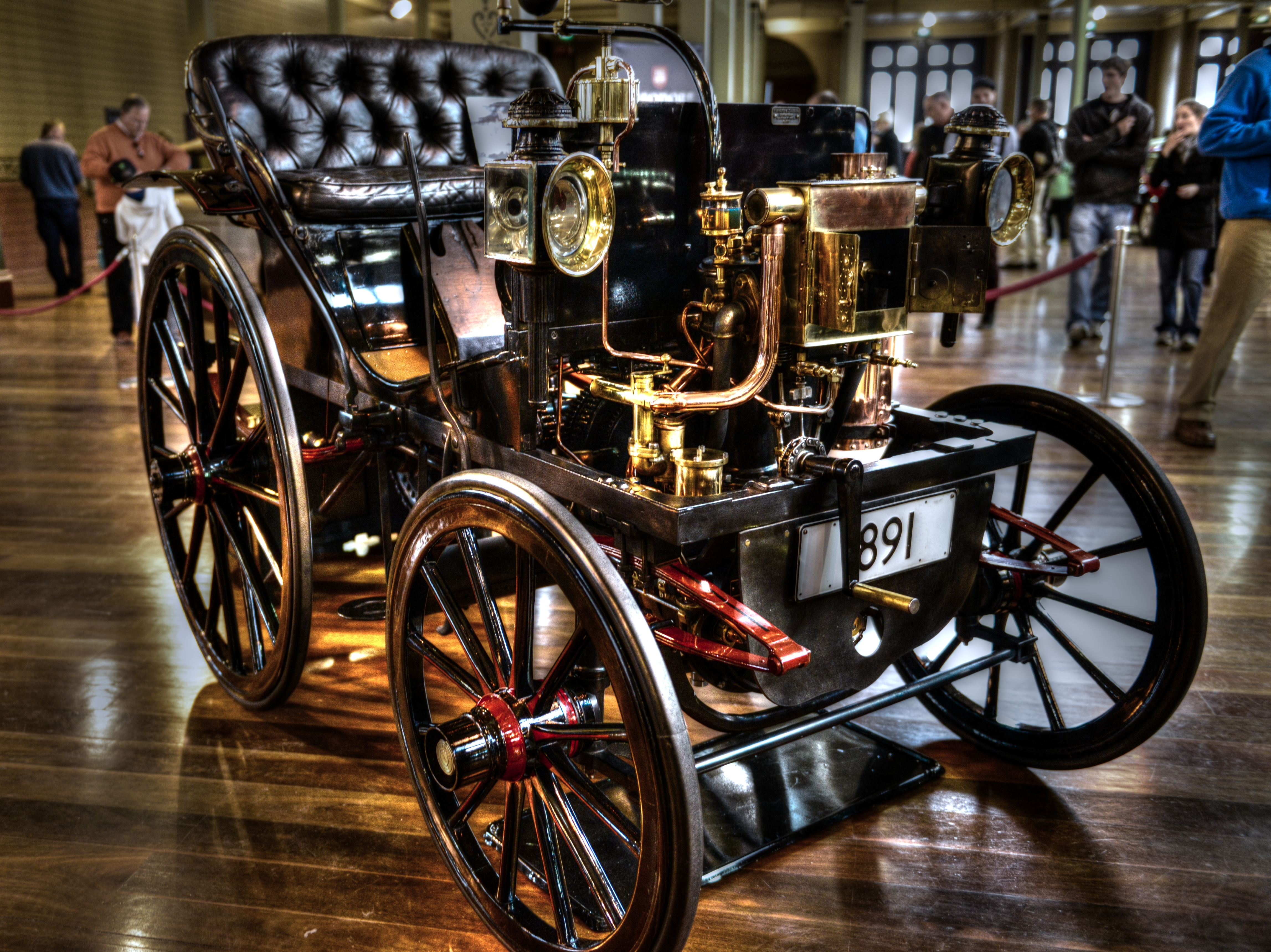
1891, Panhard & Levassor

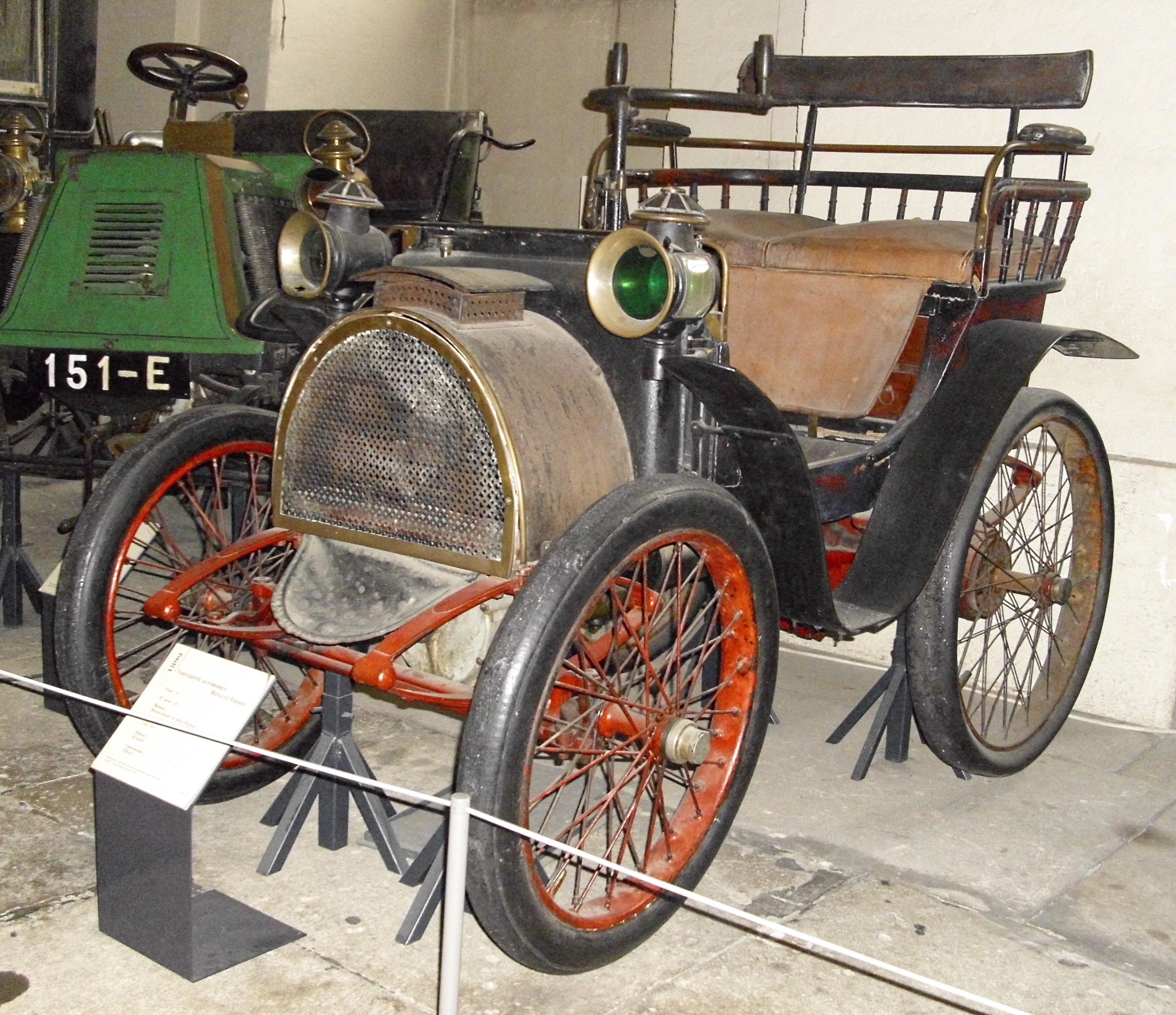
1899, Renault Type A

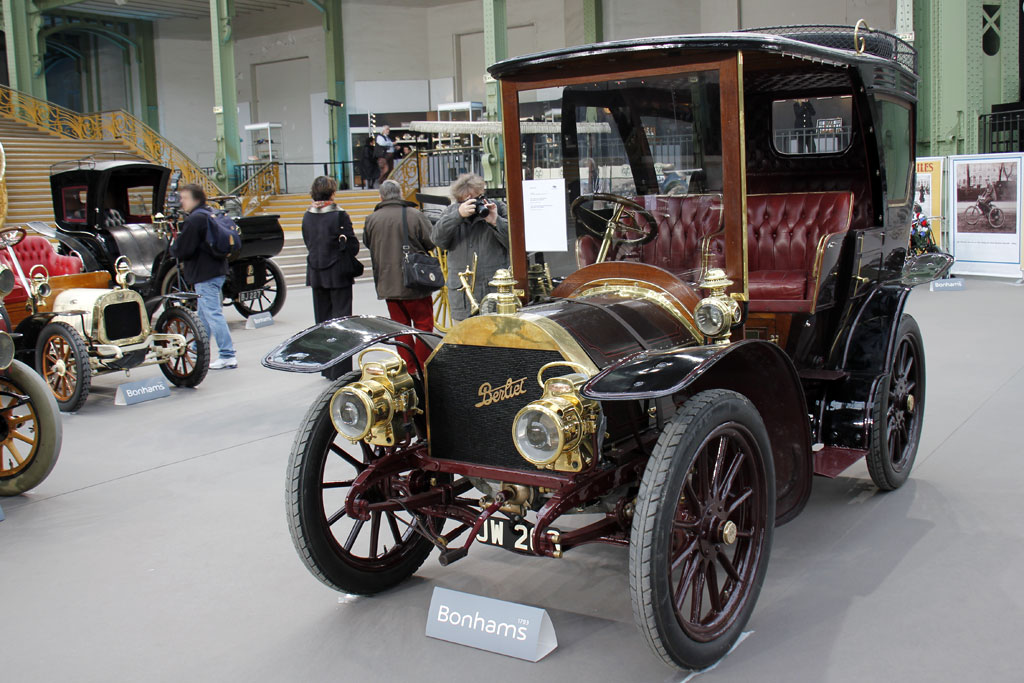
1903 Berliet 20CV Demi Limousine

### XIXesiècle
Le XIXe siècle est une époque marquée par une forte accélération du progrès techniques, conduisant à l'invention de l'automobile à la fin de ce siècle. Les pionniers français qui ont permis l’origine de l’automobile sont souvent méconnus : plusieurs d’entre eux déposent dans l'indifférence générale les brevets qui devaient déboucher sur le moteur à explosion que nous connaissons, tels qu’Étienne Lenoir en 1860 ou Alphonse Beau de Rochas en 1862. De même pour Édouard Delamare-Deboutteville et Léon Malandin, qui connaissent  tout de même un succès avec leur moteur fixe à usage industriel, mais n'intéressèrent personne avec leur prototype de voiture à moteur à essence.
Cependant, ce n'est pas avec le moteur à explosion que naît l'industrie automobile mais avec la vapeur. Ses pionniers, Amédée Bollée père, Léon Serpollet, Georges Bouton et Charles Trépardoux (de Dion-Bouton)… ont les premiers inventé, construit et vendu des véhicules automobiles, créé des ateliers, puis des usines.
Lors de l’exposition universelle de 1889 à Paris, Émile Levassor découvre un modèle de moteur présenté par Benz et Daimler. Associé à René Panhard, il obtient la licence de fabrication du moteur bicylindre Daimler pour la firme qu’il formera avec son ancien condisciple : Panhard & Levassor. L’activité automobile de cette société commence dès 1891 avec la construction de voitures à pétrole, peu avant Peugeot, qui abandonnera la vapeur à cette époque. La légèreté et les progrès du moteur à explosion porteront rapidement tous les constructeurs à en adopter le principe au détriment des lourdes voitures à vapeur.
Quelques ingénieurs (Charles Jeantaud, Camille Jenatzy, Louis Krieger, Charles Mildé…) ont cependant développé et promu l'alternative électrique que le poids, l'autonomie et les difficultés de recharge des batteries ont handicapé jusqu'au début du XXIe siècle. Cette technologie a connu au début du XXe siècle et durant la deuxième guerre mondiale une petite production en marge de celle du moteur à essence.
Peu à peu, les voitures sans chevaux commencent à faire leurs preuves, étant capables de suivre de longues distances. En 1891, une Peugeot suit avec succès la course cycliste Paris-Brest, et en 1893 une Panhard réalisera un trajet Paris-Nice dans des conditions remarquables pour l’époque. L’automobile entre désormais dans la vie des Hommes, de nombreux clubs de course automobile sont fondés, dont l’Automobile-Club en 1895, le premier créé au monde. La première épreuve sportive automobile organisée dans le monde a lieu cette même année, sur le parcours Paris-Bordeaux-Paris.
En 1898, la première exposition internationale d’automobiles au monde, le premier Salon de l’Auto, est organisé au Jardin des Tuileries à Paris. La même année, Louis Renault, alors âgé de 21 ans, construit de ses mains sa toute première voiture : la Renault type A. Quelques mois plus tard, perfectionnant la boîte de vitesses mise au point par Panhard & Levassor, il fera breveter la prise directe, invention considérable qui sera reprise par tous les constructeurs de l’époque. Louis Renault fera ainsi sa fortune.Victor Vermorel construit et vend sa première voiture.
En 1899, la Jamais Contente électrique de Jenatzy porte le record du monde de vitesse au-dessus des 100km/h. Serpollet dépasse les 120 avec un autre moteur électrique en 1902. La même année la Mors emporte le pompon avec 122 km/h, imposant la supériorité du moteur à essence sur son rival.
Les plus importants producteurs mondiaux d'automobiles sont alors de Dion-Bouton, Panhard-Levassor et Peugeot. En 1900, la France (sans l'Alsace-Lorraine) produit 4800 voitures, dont un tiers est exporté, l'Allemagne 800 et la Grande-Bretagne 175.

### 1900-1929

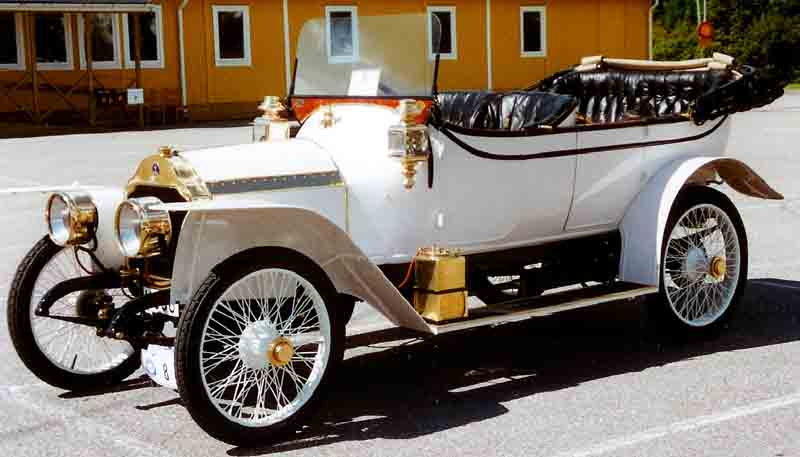
1912 Lorraine-Dietrich 12 HP Torpedo

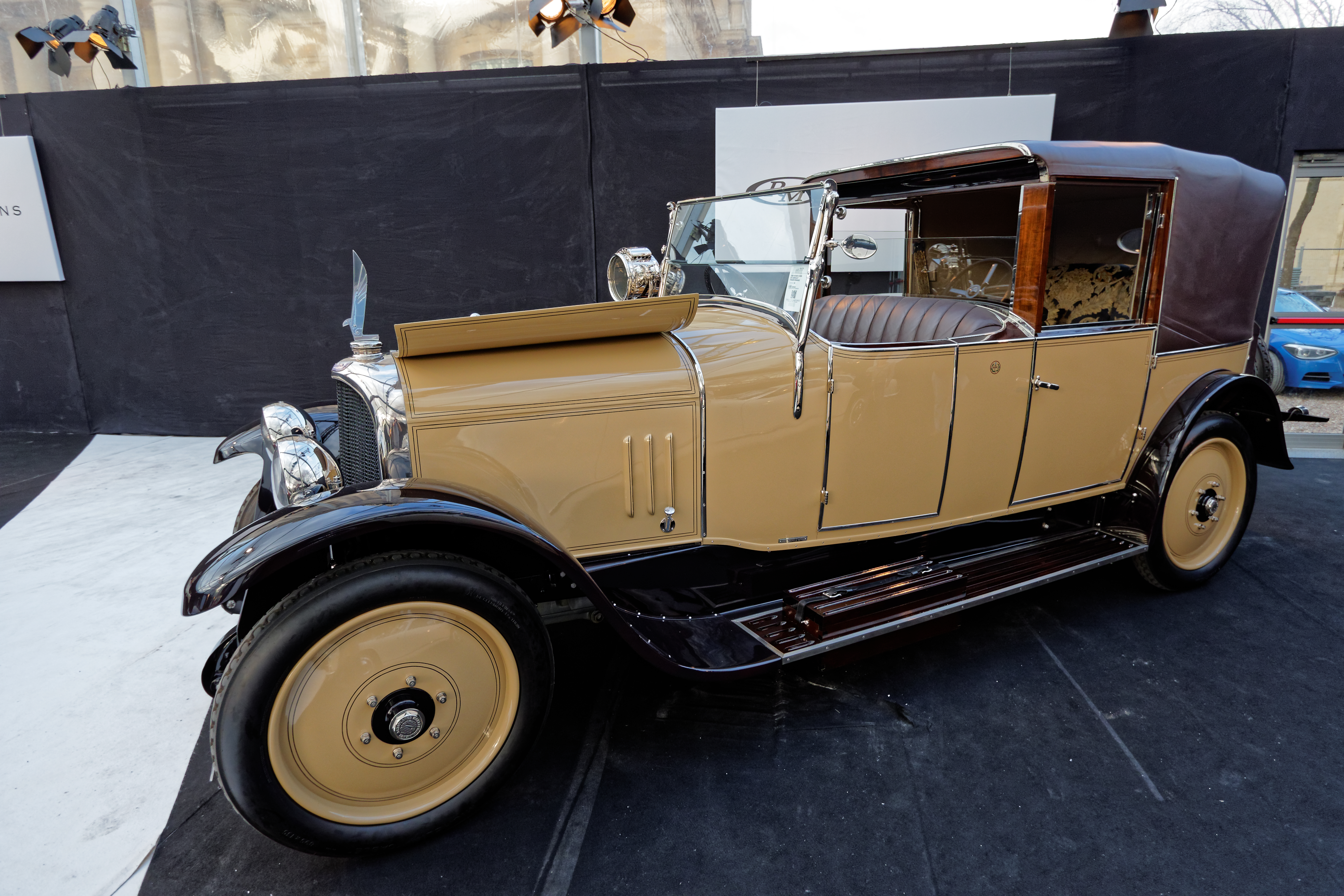
1925 Avions Voisin C3 Cabriolet Transformable

Le Grand Palais est construit pour l’exposition universelle de 1900. En 1901, le troisième Salon de l’Auto y est organisé et le Grand Palais devient ainsi le temple de l’automobile, jusqu’en 1961.
L'automobile progresse sur le plan technique. Le châssis métallique en tôle d'acier emboutie a été adopté par la majorité des constructeurs. Les moteurs ont un, deux ou quatre cylindres, le quatre cylindres se généralisant vers 1905. Ils possèdent des soupapes automatiques, et tournent aux environs de 1 000 tr/min. Le mouvement est d'abord transmis aux roues par chaînes, puis à partir de 1905 se développent de véritables transmissions. Les brûleurs ont disparu, remplacés par l'électricité. Pour obtenir cette électricité, on propose des accumulateurs. Les amortisseurs font également leur apparition.
Sur le plan sportif, l'automobile soulève l’enthousiasme des foules. Les courses se multiplient et prennent une importance considérable. La France remporte nombreux de ces événements : Panhard gagne le Paris-Bordeaux-Paris et le Paris-Marseille, De Dion la course Marseille-Nice, Bollée le Paris-Dieppe, Mors le Paris-Berlin et Marcel Renault remporte le Paris-Vienne.
En 1906, le pneumatique l'emporte définitivement sur la roue élastique. Cela est notamment dû aux succès remportés par le pneumatique dans les courses. Michelin, qui a popularisé son fameux Bibendum dès le premier salon de 1898, domine largement le marché français et commence à installer des usines en Europe et aux États-Unis, en 1908. Les moteurs six-cylindres apparaissent à cette époque, ainsi que l'embrayage à disque ou hydraulique.
En 1908, les constructeurs français produisent près de 35 000 automobiles et ont toujours la première place en Europe. À cette époque, les constructeurs américains dépassent largement les productions des autres pays, avec 65 000 voitures produites.
En 1914, la production automobile française (45 000 au total) s'établit comme suit : Peugeot (4 500), Renault (4 000), Berliet (4 000), de Dion-Bouton, Panhard (2 000). Par ailleurs, Ford produit 240 000 voitures aux États-Unis.
À la sortie de la guerre, le parc automobile français comporte 120 000 véhicules, soit une voiture pour 400 habitants. Cependant, face aux États-Unis, où l'on compte un automobiliste pour 18 habitants, le retard de l’Europe se fait largement sentir. Un nouveau nom de l’automobile apparait avec André Citroën en 1919, qui applique l’organisation scientifique du travail de Taylor (Taylorisme), également utilisée par Ford. Dès 1919, il présente sa première voiture, la Citroën type A, premier exemple européen de construction en série (100 unités par jour en 1919). Tout comme Ford, André Citroën veut construire des voitures « populaires » et décide de produire la cinq chevaux. Mais la concurrence est rude, notamment avec la quadrillette de Peugeot, Amilcar et la KJ de Renault.
À la suite du projet avorté de Lucien Rosengart en 1926 d'associer sur le modèle de la Général Motors américaine les firmes Peugeot, Berliet et Chenard et Walker, certaines firmes n'ayant pas les moyens industriels suffisants pour résister à la concurrence des grands constructeurs tentent de s'unir pour produire et distribuer leurs voitures à moindre coût. Chenard et Walcker crée ainsi le consortium DUC (initiales de Delahaye, Unic et Chenard), qui rassemble bientôt Chenard, Delahaye et Rosengart (devenu entre-temps constructeur à part entière) avant de s'évanouir faute de synergies bien pensées et de concurrence entre les membres.
En 1925, la production augmente lentement, avec une production de 177 000 véhicules[réf. nécessaire].
Les six principaux constructeurs en 1927 sont : Citroën, Renault, Peugeot, Mathis, Donnet, Chenard et Walcker.
En 1929, la France possède une voiture pour 39 habitants. L'industrie automobile fabrique près de 250 000 voitures en un an, ce qui constituera la plus grosse production de l’entre-deux-guerres[réf. nécessaire].

### 1930-1939

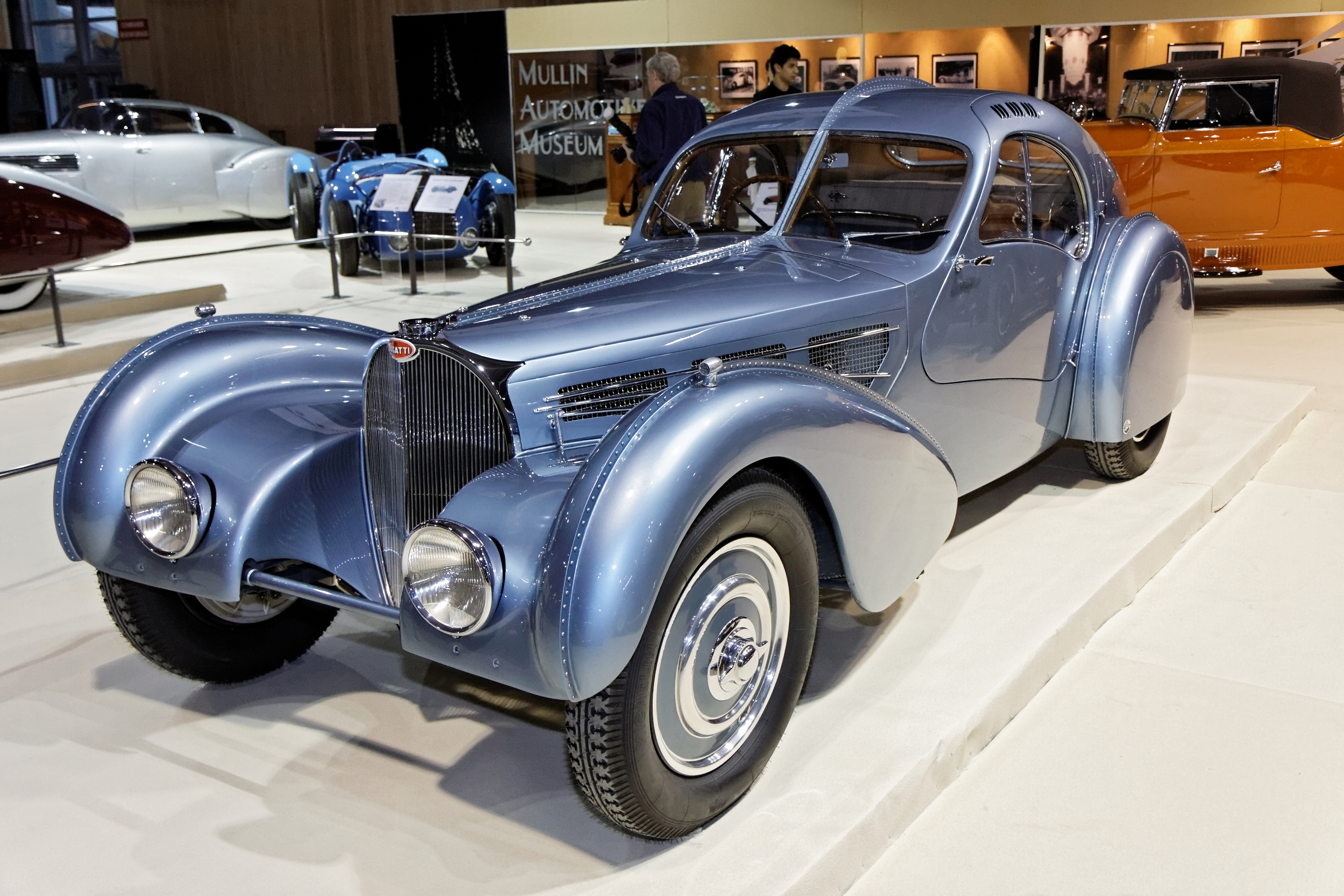
1936 Bugatti type 57SC Atlantic

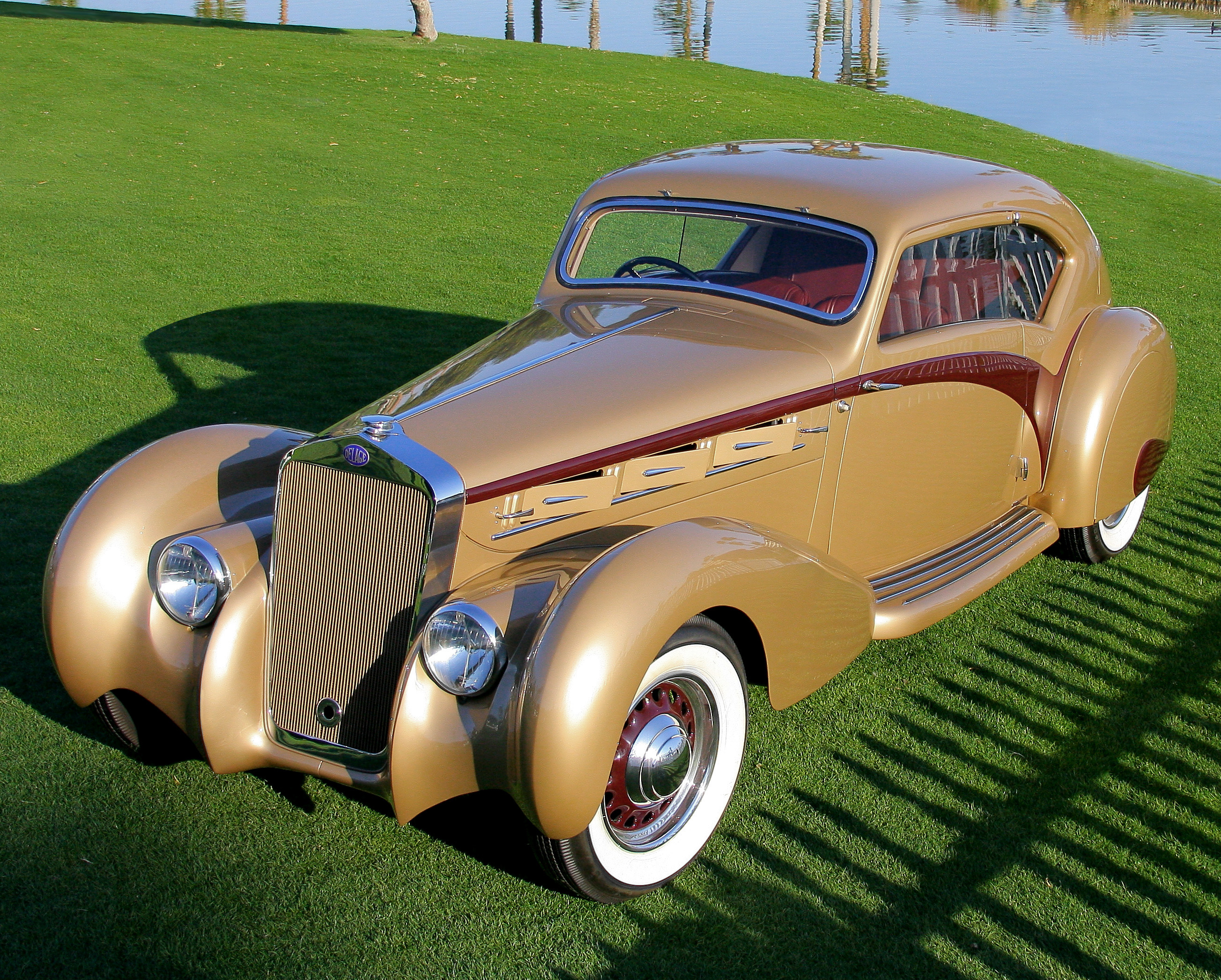
1937 Delage D8 120 Aérosport Coupé

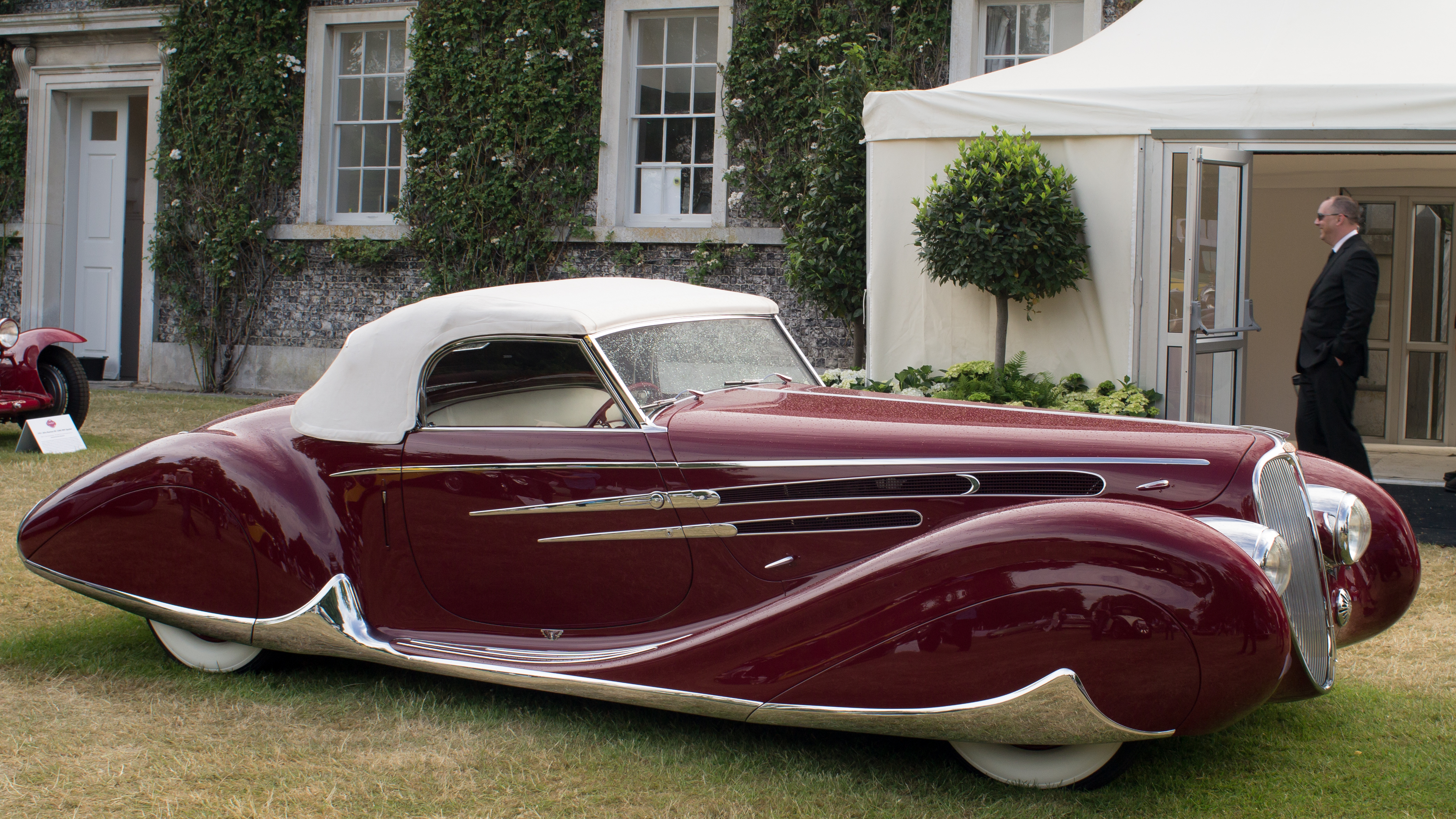
1939 Delahaye Type 165 Cabriolet

La crise économique de 1929, provenant des États-Unis, fait également écho en Europe. Les conséquences de cette crise se feront sentir pendant plusieurs années en France. Elle entraîne au cours de années 1930 la disparition ou le rachat de nombreux constructeurs, dont certains de la première génération : Ballot, Chaigneau-Brasier, Charron, Citroën (racheté par Michelin), de Dion-Bouton, Delage (repris par Delahaye), Delaugère et Clayette, Donnet (usine vendue à Simca), Farman, Gobron-Brillié, Hurtu, Lorraine, Morris-Léon Bollée, Motobloc, Rochet-Schneider, Rolland-Pilain, Zèbre, etc. Dans une deuxième fournée les conséquences de la crise de 1929 et de mauvais choix industriels emporteront Amilcar (repris par Hotchkiss), Hispano-Suiza, Voisin, etc. De 153 constructeurs en 1924, la France passe à 90 en 1929 et à 31 en 1939. Durant cette sombre période, les constructeurs automobiles français ont dû s'adapter au contexte, en proposant des voitures économiques produites en grande série, à l'américaine. En 1929, Peugeot lance la 201 qui connaîtra un fort succès.
Au Salon de l'Auto de 1932, Citroën présente sa Rosalie (300 000 km à 93 km/h de moyenne). La marque Peugeot, quant à elle, expose la 301 et Renault la Monaquatre. Au Salon de 1934, la grande nouveauté est la Citroën à traction avant, celle que l'on baptisera « La traction », première voiture à carrosserie monocoque intégrale en acier sans châssis. Elle sera produite pendant vingt-trois ans.
Lors du Salon de l'Auto de 1936, Peugeot, qui avait lancé l'année précédente la 402, applique de nouveau ses innovations à la 302 avec d'autres aménagements : roues avant indépendantes ou encore châssis indéformable. Renault continue ses familles de 4 et 6 cylindres et va même jusqu'à 8 cylindres avec la Nervastella, dont un modèle est présenté par le carrossier Labourdette. Panhard étonne avec la Dynamic à direction centrale et aux phares encastrés dans les ailes.
Durant l'exercice 1938-1939, la production se concentre chez les quatre « grands » : Citroën (61 460 véhicules particuliers), Peugeot (52 796), Renault (45 388) et Simca (21 157), suivis de Matford (5 853) et Rosengart (5 650). Seize autres marques totalisent 7 904 véhicules particuliers.
En 1937 et 1938, les gouvernements développent considérablement les fabrications d'armements. Les constructeurs d'automobiles transfèrent ainsi une partie importante de leur activité dans le domaine militaire, en fabriquant des chenillettes ou des véhicules à six roues. Des fabrications de voiturettes propulsées par l'électricité furent lancées, comme la Peugeot VLV. Ce type de véhicule permettait alors à des catégories prioritaires, telles que les médecins, de poursuivre leur activité.

### Occupation et après-guerre
En septembre 1940 est créé le Comité d'organisation de l'automobile (CAO) qui supplante le CSCA, pour concentrer et standardiser la production française. Mais celle-ci est désormais sous la pression du GBK (General Bevollmächtige für das Kraftfahrewesen) qui ne s'intéresse qu'aux véhicules militaires. La production de voitures particulières se résume sur ordre des Allemands aux seuls modèles des Simca et Citroën (et quelques voitures de prestige) jusqu'en 1942, puis tombe à presque rien : 55 voitures livrées à la haute administration et quelques civils et 28 aux Allemands en 1944.
La production totale de voitures particulières et véhicules utilitaires chute à moins de 10 000 en 1944 chez les sept derniers constructeurs : Berliet, Citroën, Ford, Peugeot, Renault, Rochet-Schneider et Saurer. Les autres usines se sont tournées vers des productions agricoles ou militaires. Les biens étrangers ou juifs sont confisqués (Rosengart, Latil, Unic, etc.) et lorgnés de près par Daimler-Benz et Goering. Beaucoup d'usines d'automobiles françaises sont pillées par les constructeurs allemands (Daimler-Benz, Adler, NSU, BMW, Ford, Volkswagen, etc.) puis sinistrées voire détruites par la guerre et les bombardements. Les usines Bugatti et Mathis, situées en Alsace annexée étaient de leur côté directement réquisitionnées par les Allemands.
En 1943, le CAO patronne le regroupement de Bernard, Delahaye et Delage, Laffly et Unic autour de Simca. Ce sera la matrice de la future Générale française automobile (GFA) d'après-guerre.
En 1945, nationalisation de Renault, puis rationalisation forcée de la production par le plan quinquennal « Pons », d'origine communiste, dans un pays où les restrictions de matières premières sont drastiques depuis la guerre. Sacrifiés par ces choix industriels et financiers, les petits constructeurs disparaissent ou cessent leur production d'automobiles particulières ou se dédient à d'autres marchés : Berliet et Unic ne feront plus que des camions, Delahaye, Panhard, Hotchkiss et la Licorne se concentrent sur leur production de véhicules militaires ou industriels, Bugatti sur ses autorails, Chenard et Walker sur ses camionnettes, Delage, Delaunay-Belleville et Talbot-Lago vivotent un temps de leurs limousines surannées, Mathis et Rosengart ne parviennent pas à s'intégrer au plans Pons et ferment boutique malgré des projets prometteurs.

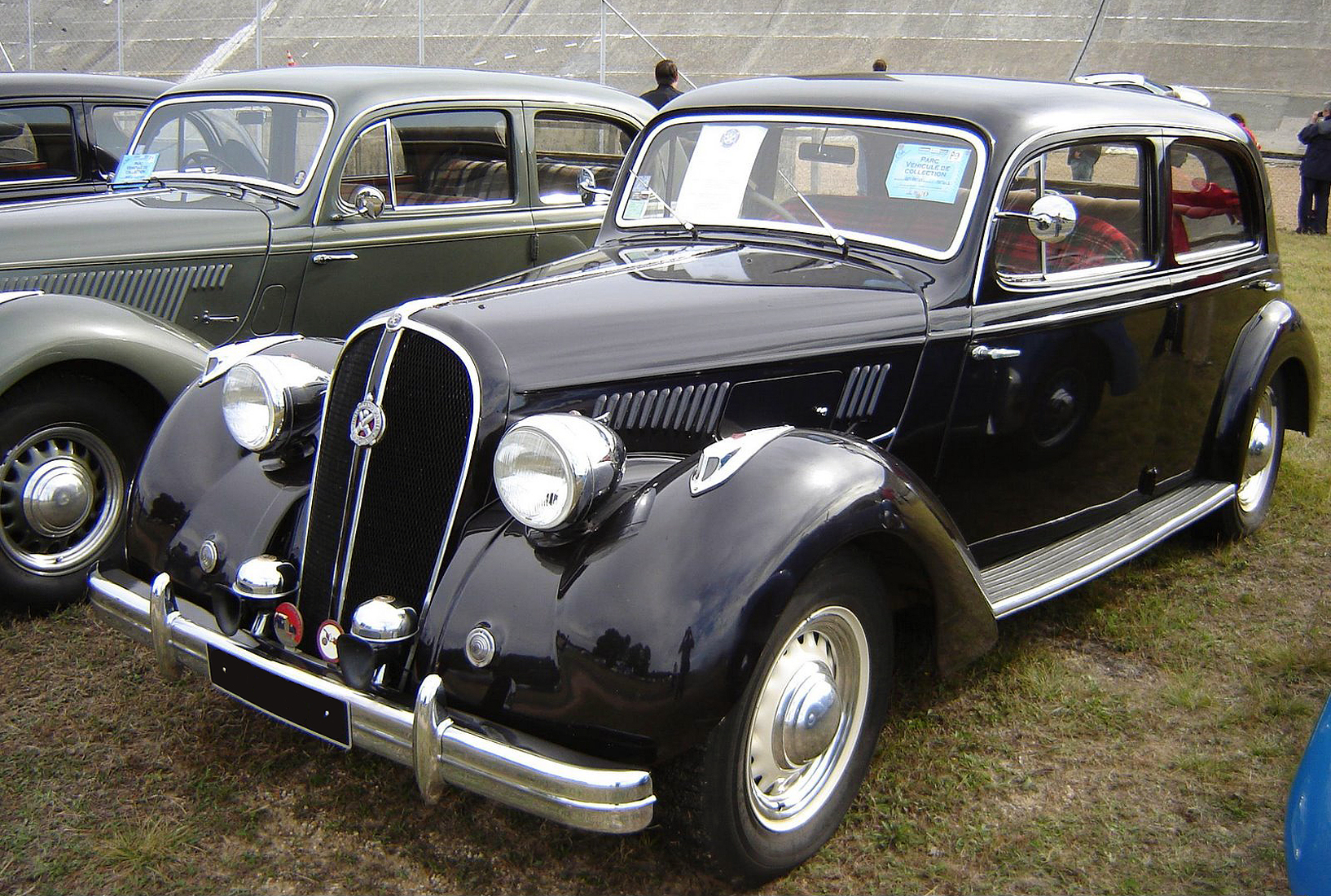
Hotchkiss Artois

Les quelques constructeurs survivants doivent concentrer leurs moyens sur une gamme réduite à l'extrême, sur un segment déterminé du marché. Le plan Pons distribue les rôles entre les marques chargées de démocratiser l'automobile : à Citroën et Peugeot les berlines familiales, à Panhard, Renault et Simca les petites voitures. À Delahaye, Hotchkiss et Talbot les limousines destinées principalement à l'exportation pour glaner quelques devises, mais ces marques ne tarderont pas à péricliter. Cependant les plus importants constructeurs parviendront à contourner les exigences du plan Pons et à mettre sur le marché des véhicules en dehors de la catégorie qui leur avait été affectée.

### 1950-2000

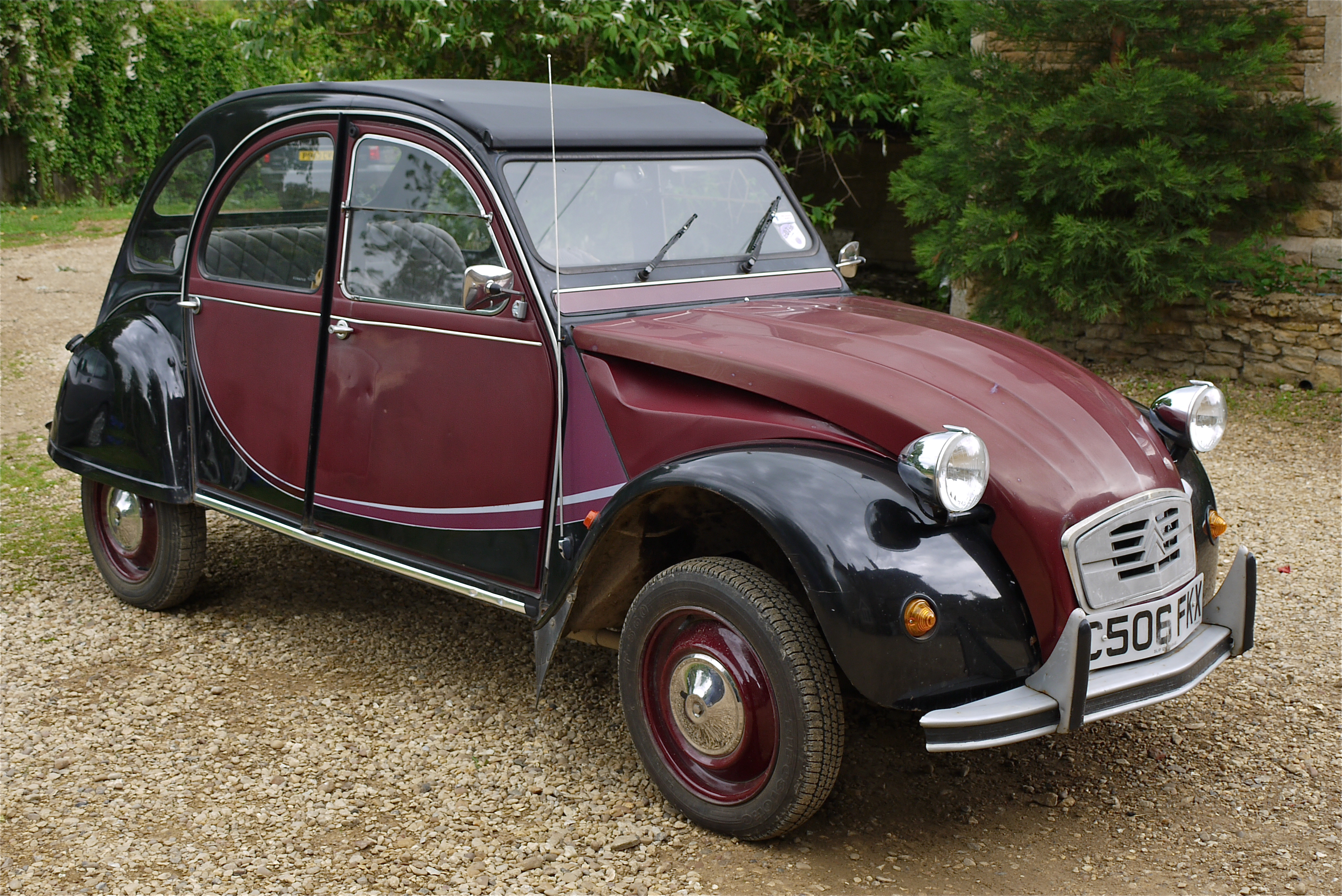
Citroën 2CV

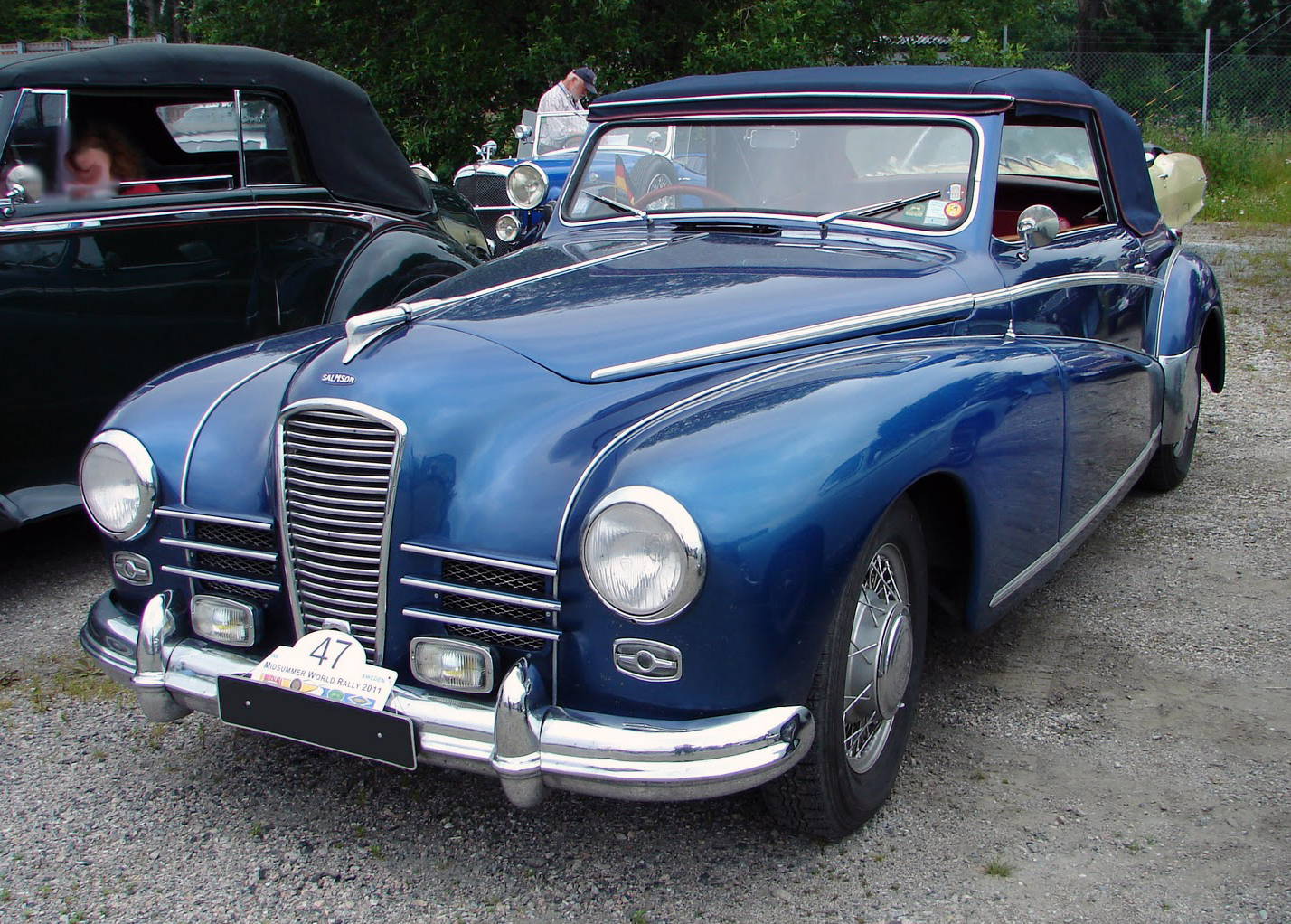
Salmson Cabriolet G72

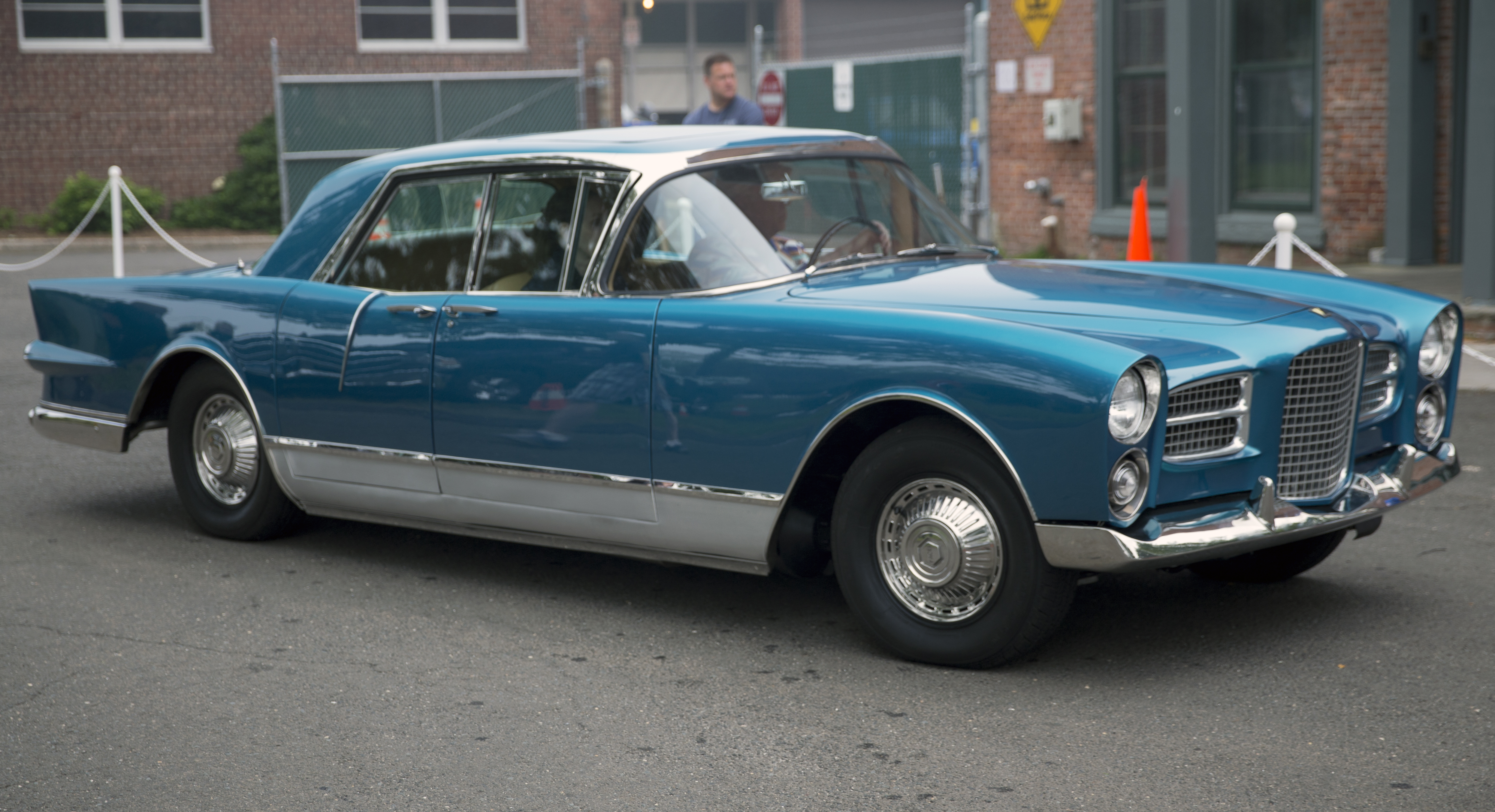
Facel Vega Excellence

En forte progression depuis 1949, la France se classe troisième en 1952 avec une production de 500 350 véhicules automobiles, camions et autocars compris, derrière les États-Unis 5 588 000 et la Grande-Bretagne 689 600, mais devant l'URSS 500 000 (estimation), le Canada 433 800, l'Allemagne occidentale 428 450 et l'Italie 138 400.
La production 1953 de voitures particulières s'établit comme suit : Renault 108 871 voitures, Citroën 92 441, Peugeot 61 660, Simca 45 998, Ford 19 114, Panhard 5 732, Rosengart 221 (contre 1 257 en 1952), Hotchkiss 184 (contre 805 en 1952), Rovin 90, Salmson 57, Delahaye 35, Hotchkiss-Grégoire 34, Talbot-Lago 10, pour un total de 334 447 voitures. Les huit dernières marques disparaîtront peu après du fait de ventes anecdotiques.
1948 - Vente de l'usine Delaunay-Belleville pour produire les voiturettes de Rovin.
1953/54 - Fin de la production automobile civile pour Delage puis Delahaye et Hotchkiss. Création de Facel Vega.
1954 - Simca fait l'acquisition de Ford SAF. Panhard sort la berline Dyna Z, aérodynamique et économique.

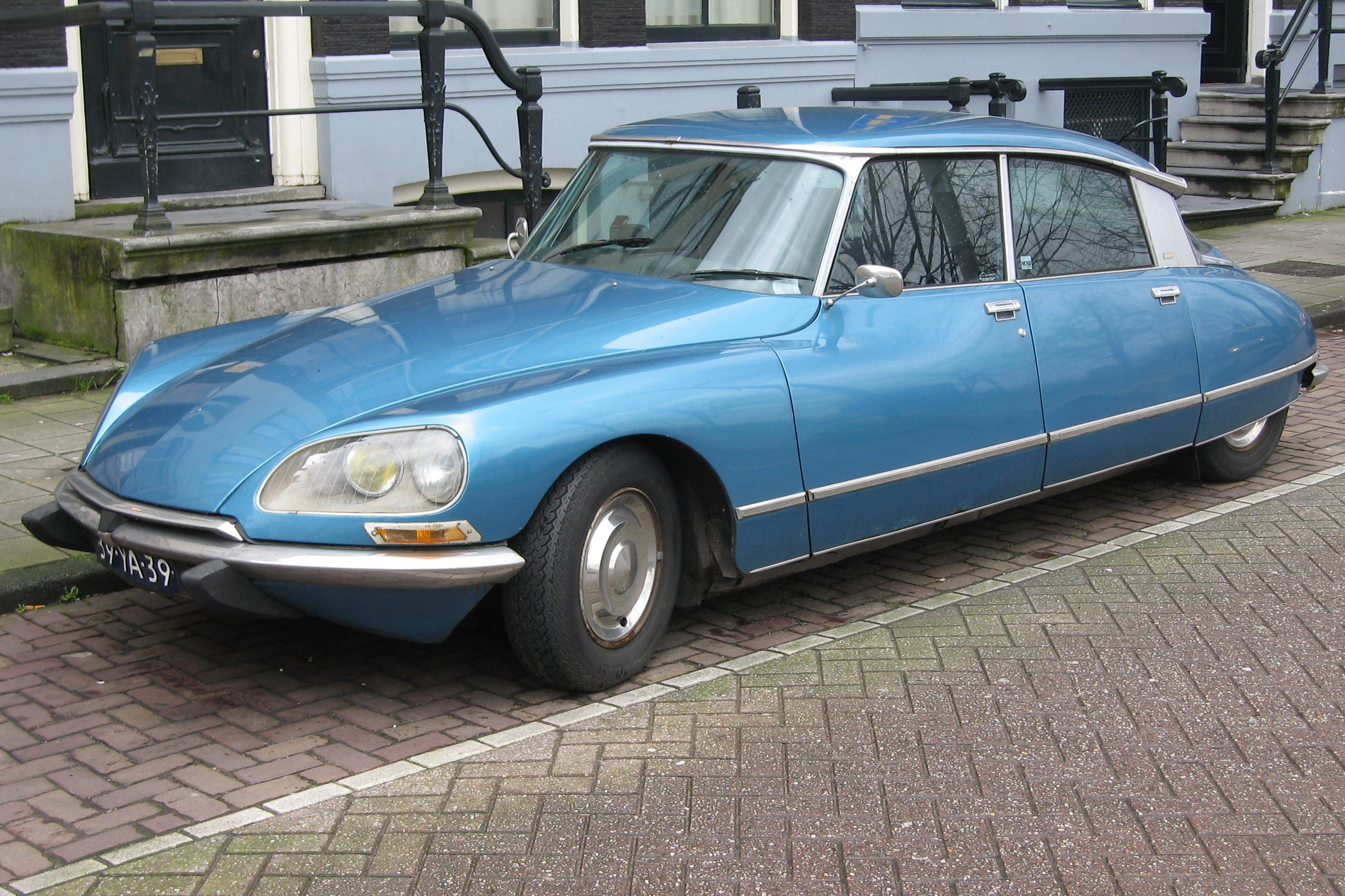
Citroën DS

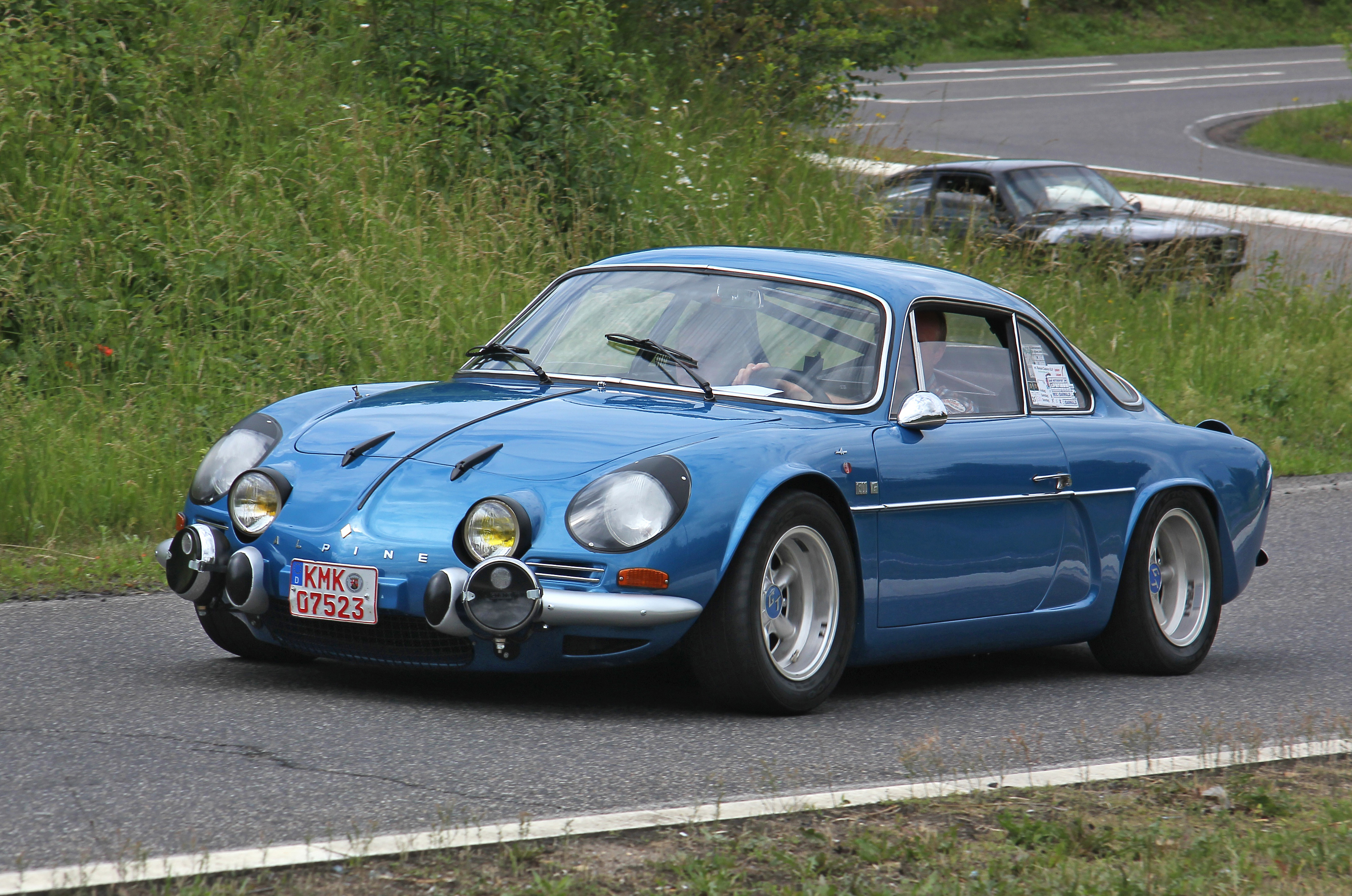
Alpine A110

1955 - Citroën  présente sa berline phare la DS, équipé de freins à disque et d'une suspension à nivellement automatique. Rosengart ferme ses portes. Alpine est fondée par Jean Rédélé et développe une série de voitures de sport.
1957 - Fin de la production de Citroën Traction Avant après 23 ans.
1959. Évolution de la Dyna Panhard en PL17.
1960 - Lancement des modèles Peugeot 404 berline. Talbot-Lago, racheté par Simca, ferme boutique.
1961 - Lancement de la Renault 4, une petite voiture destinée au segment inférieur du marché dominé en France par la Citroën 2CV, ainsi qu'à ses concurrents étrangers comme la Volkswagen Coccinelle.
1963 - Le géant américain de l'automobile Chrysler acquiert une participation de 63 % dans Simca. Bugatti disparaît. Panhard sort un coupé prometteur, la 24, qui aurait dû prendre le relais de la 17 et assurer la pérennité de la marque-doyenne.
1964 - Fermeture de Facel Vega après seulement dix ans de production automobile en raison de problèmes financiers et des choix du ministère des finances. C'était le dernier constructeur français de voitures de luxe.
1965 - Matra commence la production automobile. Citroën prend le contrôle de Panhard et lui interdit de sortir la 24 en berline, la condamnant à brève échéance. La Renault 16, une berline-break à hayon (la première voiture de série dotée de cette carrosserie), est lancée et élue voiture européenne de l'année.
1967 - Panhard doit cesser sa production civile pour se concentrer sur les véhicules militaires. C'était la plus ancienne marque à avoir produit en série des automobiles à moteur à explosion.
1968 - Citroën reprend le constructeur italien de voitures de sport et de luxe Maserati. Peugeot lance la 504, une grande berline familiale à propulsion arrière, élue voiture européenne de l'année.
1969 - Lancement de la compacte Renault 12.

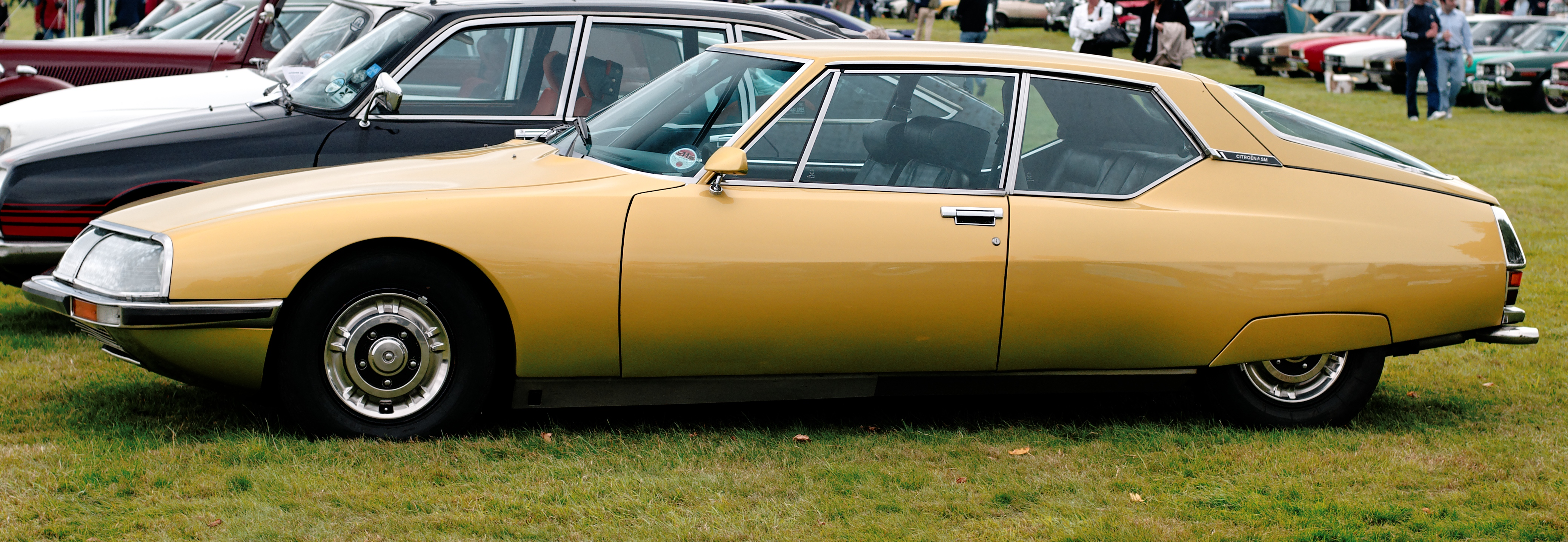
Citroën SM

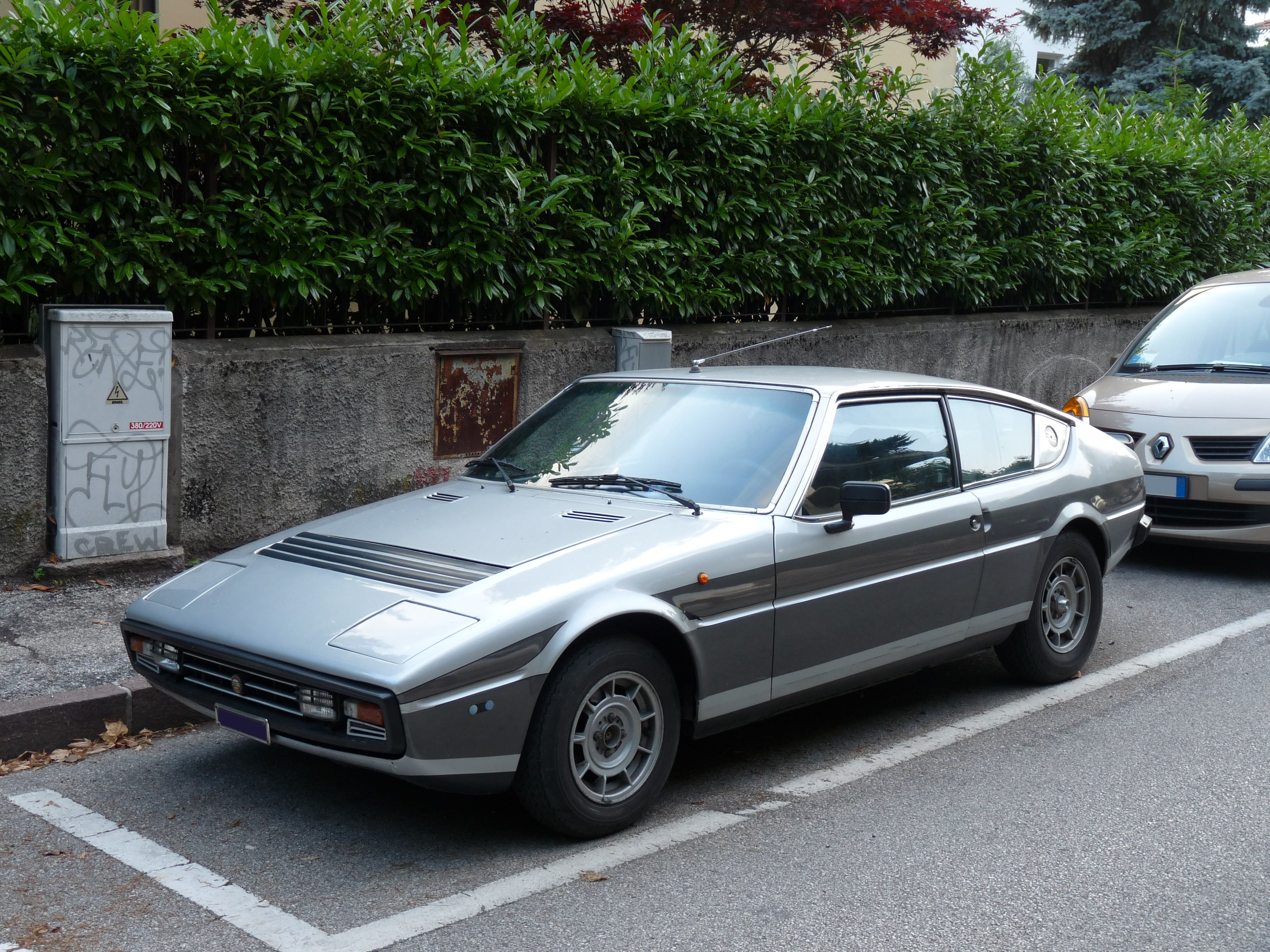
Matra Bagheera

1970 - Citroën présente la SM, un coupé doté d'une suspension à nivellement automatique, d'une direction assistée sensible à la vitesse, à centrage automatique, de freins hydropneumatiques et de la technologie de moteur de Maserati. Elle a également lancé la nouvelle voiture familiale GS, élue voiture européenne de l'année. Chrysler lance un nouveau modèle de salon haut de gamme, de conception française et de conception britannique, la 180.
1972 - Lancement de la Renault 5, première petite citadine moderne française.
1973 - Lancement de la Chrysler 2 litres, une version à moteur plus grand du modèle 180.
1974 - En dépit du succès de la GS et de la sortie de la CX (qui succède à la DS), élue Voiture européenne de l'année, Citroën se déclare en faillite. Maserati est ensuite vendu à Alejandro de Tomaso. Peugeot lance son premier modèle à hayon, la trois portes 104, lancée deux ans après la berline d'origine.
1975 - La Simca 1307 (vendue en Grande-Bretagne sous le nom de Chrysler Alpine) est lancée et élue voiture européenne de l'année, utilisant une carrosserie à hayon et une traction avant. Citroën est sauvé de l'effondrement par Peugeot et vend sa filiale Berliet à Saviem. Renault se lance sur le marché des voitures de luxe avec sa gamme 20/30, qui présente une propulsion inhabituelle pour ce secteur des voitures à hayon et à traction avant. Lancement de la Citroën LN, dotée d'un moteur bicylindre de 652 cm3 et d'une berline trois portes basée sur la Peugeot 104. La dernière Citroën DS est construite après vingt ans et plus de 1,4 million de ventes dans le monde.
1976 - Renault lance un nouveau modèle de petite famille à hayon, la R14, dont le concept s'apparente à celui de la Volkswagen Golf d'Allemagne de l'Ouest. Le lancement publicitaire de cette voiture qui insiste sur sa forme en poire est un fiasco notoire.
1978 - PSA Peugeot Citroën reprend la division européenne de Chrysler, l’ancien groupe Rootes en Grande-Bretagne et Simca en France. Peu de temps avant la finalisation de la vente, la nouvelle berline de taille moyenne Horizon est élue voiture européenne de l'année. Lancement des berlines et domaines Renault 18, dotés de la traction avant et qui remplaceront éventuellement les modèles R12 de longue durée. Renault commence ses activités financières avec American Motors. Citroën lance la Visa, un petit hayon à cinq portes à l'esthétique contrariée. Peugeot lance la 305 berline, qui remplacera éventuellement la 304 plus petite.
1979 - Peugeot lance la 505 berline, en remplacement de la 504, qui restera en production quelques années en Europe. La marque Simca est abandonnée après 45 ans par le nouveau propriétaire de l'entreprise, Peugeot, qui redonne vie à l'insigne Talbot pour toute la gamme de modèles antérieurs de Chrysler Europe. La Citroën GS est mise à jour après neuf ans pour devenir la GSA et gagne un hayon.
1980 - Fin de la Renault 12 après 11 ans de production et de la Renault 16 après 15 ans. Nouveau dans la gamme Renault, le coupé Renault Fuego, dont la taille et le prix sont similaires à ceux de la Ford Capri. Peugeot lance la Talbot Solara, une version berline de la berline Alpine, ainsi qu'une nouvelle berline phare, la Tagora, qui a été développée par Chrysler pour remplacer les modèles 180/2 litres.
1981 - La Renault 9, une petite berline familiale, est élue voiture européenne de l'année dès son lancement. Lancement de la Talbot Samba, version remaniée de la Peugeot 104, construite dans l’ancienne usine Simca de Poissy.
1982 - Citroën lance la BX, qui remplacera éventuellement la GSA plus petite.
1983 - Peugeot lance la nouvelle 205 Supermini, conçue par le designer italien Pininfarina. Renault a un nouveau concurrent dans le segment des berlines de taille moyenne avec la nouvelle 11. La production française de la Peugeot 504 se termine après 15 ans. En fin d'année, Renault remplace ses modèles phares 20/30 par la R25.

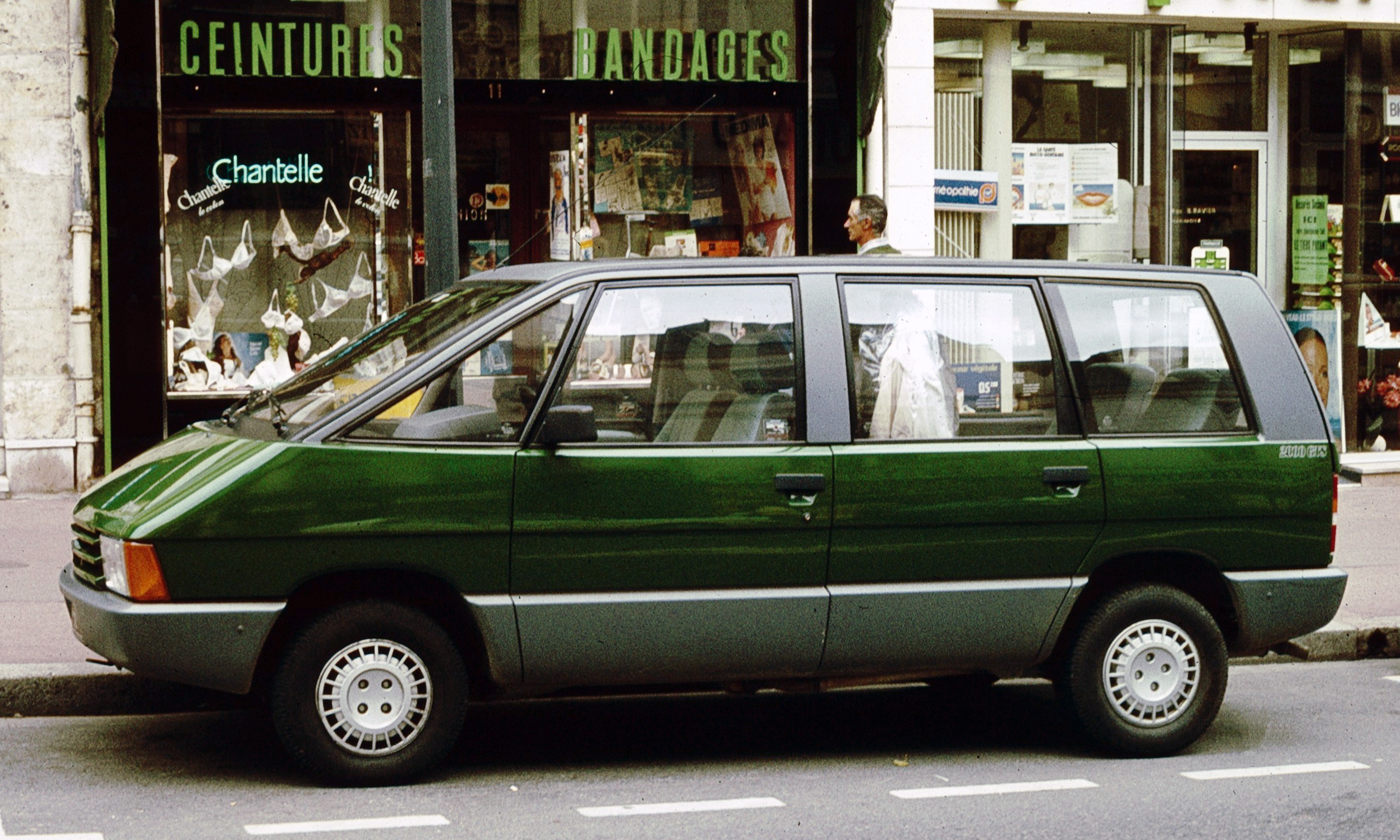
Le Renault Espace original

1984 - Renault lance l'Espace, le premier monospace, ou véhicule multi-volume en Europe. La R5 reçoit une refonte complète, mais son style est toujours reconnaissable comme une mise à jour de l'original de 1972.
1985 - La Peugeot 309 entre en production, construite dans l'ancienne usine Rootes près de Coventry, en Angleterre, plutôt qu'en France. Peugeot avait annulé son projet de vente de la voiture sous la marque Talbot, qui sera désormais abandonnée pour les voitures particulières.
1986 - Georges Besse, président de Renault, est assassiné par le groupe terroriste communiste Action Directe. Fin de la production de Samba et d’Alpine chez Talbot, alors que Peugeot commence à éliminer progressivement la marque Talbot, qui ne sera conservée que pour les véhicules utilitaires. Renault remplace la R18 berline et la succession par la Renault 21 berline et la Nevada / Savanna sept places. La production française et les ventes de la Renault 4 se terminent après 25 ans, mais la production devrait se poursuivre en Argentine jusqu'au début des années 1990. La Citroën GS / GSA est finalement abandonnée après seize ans de production.
1987 - Peugeot lance la 405, également construite en Grande-Bretagne, élue voiture européenne de l'année. Citroën a un nouvel entrant sur le marché des supermini avec son AX. Un an après la fin de la production française et britannique, les derniers modèles Talbot Horizon sont construits en Espagne et en Finlande, marquant la fin de la marque Talbot pour les voitures particulières.
1988 - La production de la Citroën 2CV en France prend fin après quarante ans, de même que la visa après dix ans. La production de la 2CV se poursuit au Portugal jusqu'en 1990. Renault remplace la gamme 9/11 par la R19. Lancement de la Peugeot 405 sous forme de propriété.
1989 - La Citroën CX produite depuis quinze ans, est remplacée par la XM, élue voiture européenne de l'année. Les derniers modèles Peugeot 305 sont construits.
1990 - Lancement de la Renault Clio, une nouvelle petite berline qui remplacera éventuellement la R5. Elle est élue voiture européenne de l'année. Citroën termine la production de la 2CV après 42 ans, dont les deux derniers ont vu la voiture produite au Portugal.
1991 - Peugeot remplace en partie sa très populaire 205 par une 106 légèrement plus petite, tandis que Citroën revient sur le marché des berlines de taille moyenne avec sa ZX, la première de deux remplacements pour la BX vieillissante. Les versions finales de la CX sont construites après une production de 17 ans. Le modèle de la succession a été supprimé deux ans après le salon, afin de céder la place à la nouvelle succession de XM.
1992 - PSA crée une coentreprise avec Dongfeng Motor Corporation en Chine. Renault entre sur le marché des citadines avec la Twingo, conçue pour les marchés de la conduite à gauche. Renault remplace la R25, âgée de huit ans, par la Safrane, en tant que nouveau modèle haut de gamme.

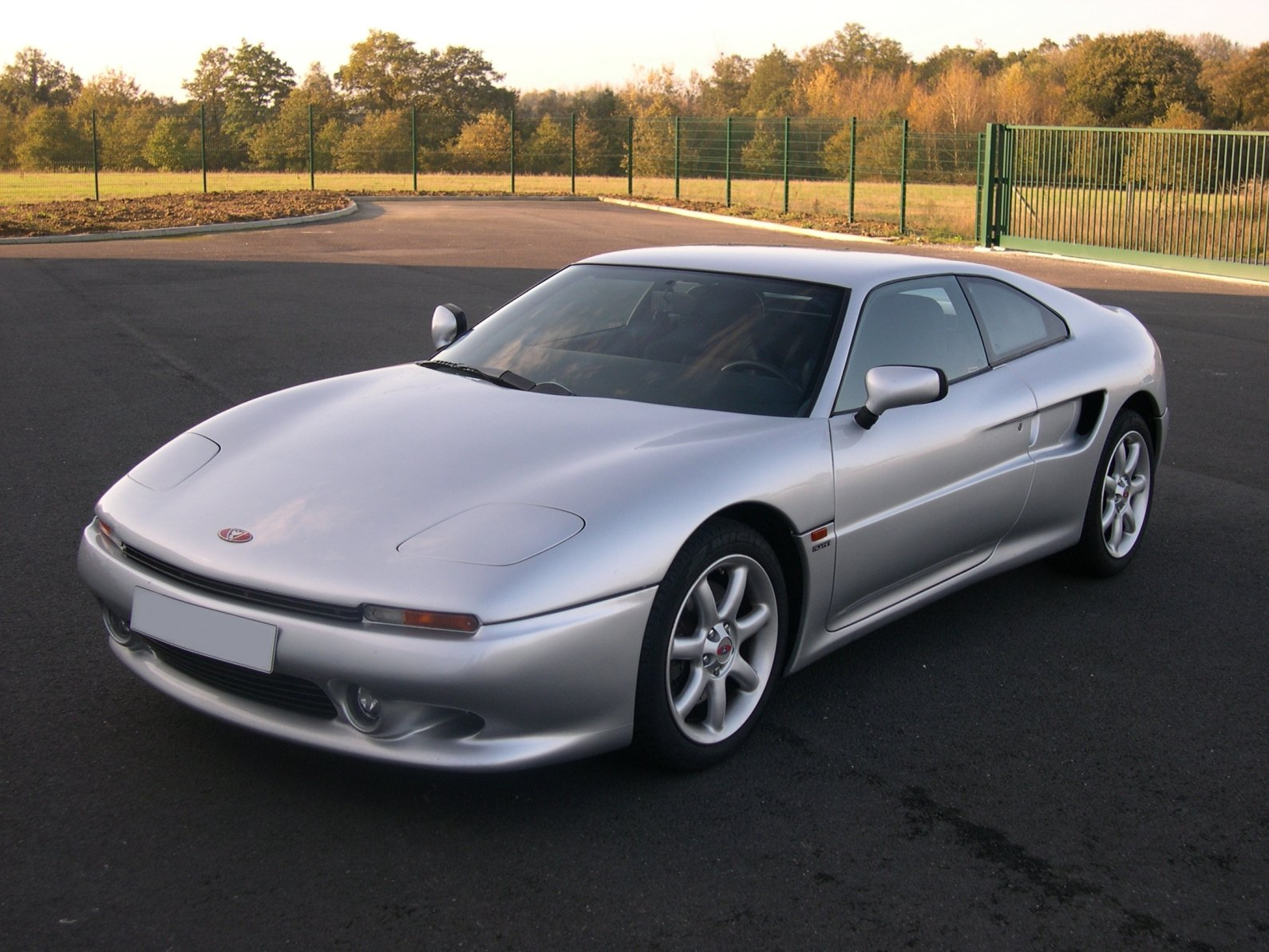
Venturi Atlantique

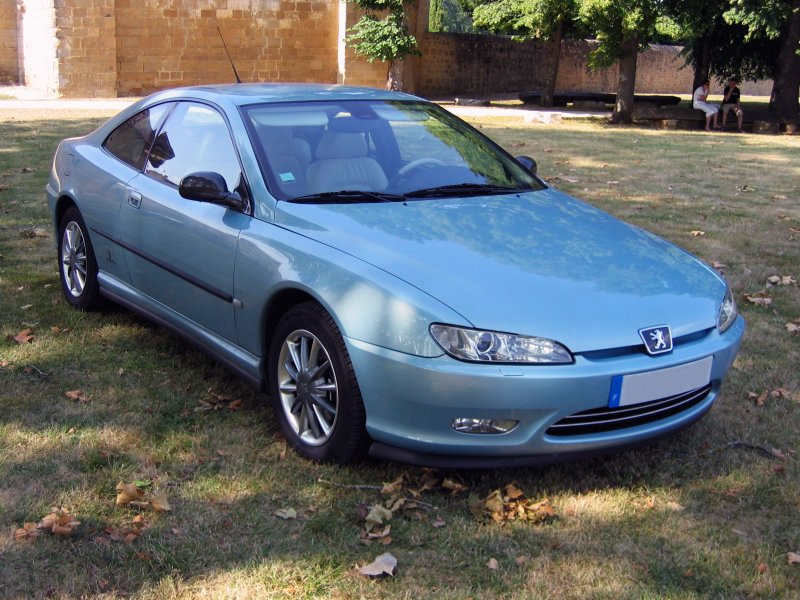
Peugeot 406 Coupé

1993 - Peugeot remplace la 309 par la 306, qui remplace également en partie la 205, plus petite (encore en production depuis dix ans). Citroën lance la Xantia, remplaçante de la BX. En fin d’année, Renault met fin à la vente de la R21 au profit de la Laguna.
1995 - Renault lance la gamme Mégane, une gamme de berlines, coupés, cabriolets de taille moyenne. Renault lance une déclinaison break de sa Laguna, et Peugeot remplace la 405 par la 406.
1996 - Renault est privatisé et sa nouvelle version Scenic de la berline Megane est lancée pour concurrencer dans le nouveau secteur des monospaces compacts, remportant le prix de la voiture européenne de l'année. La production de R5 est finalement terminée au bout de près de 25 ans, bien que les dernières années aient été concentrées en Slovénie plutôt qu'en France. Peugeot améliore la 106 supermini pour rester compétitive face à une foule de nouveaux concurrents, tandis que Citroën utilise le design 106 pour sa nouvelle Saxo, qui remplace l'AX. Peugeot revient sur le marché du coupé après plus d'une décennie avec le coupé 406.
1998 - Volkswagen AG obtient les droits sur le nom Bugatti, conduisant par la suite à la construction d'une usine automobile à Molsheim. Remplacement de la Peugeot 205 par la 206.
1999 - Renault acquiert une participation majoritaire dans le constructeur japonais Nissan. Renault acquiert une participation de 99 % dans le constructeur automobile roumain Dacia, qui produit sa version de la Renault 12 depuis 30 ans. Lancement de la Citroën Xsara Picasso, un monospace compact du même style que celui de la Renault Scénic, basé sur le plancher de la berline Xsara.
2000 - Fin de la Citroën XM et lancement de la Peugeot 206 CC, la première voiture française dotée d'un toit en acier repliable ("coupé cabriolet"). La deuxième génération de Renault Laguna est présentée à la fin de l’année

## Production automobile en France

### Chiffres clés
Pour des raisons techniques, il est temporairement impossible d'afficher le graphique qui aurait dû être présenté ici.

| Année | Nb de véhicules produits | Voitures                              | Véhicules utilitaires légers | Camions lourds | Autobus |
| ----- | ------------------------ | ------------------------------------- | ---------------------------- | -------------- | ------- |
| 1891  | 10                       | Panhard                               |                              |                |         |
| 1892  | 50                       | Peugeot ;Peugeot Type 4               |                              |                |         |
| 1893  | 70                       |                                       |                              |                |         |
| 1894  | 100                      | Pilain ;Peugeot Type 5                |                              |                |         |
| 1895  | 200                      | Berliet; Delahaye type 1              |                              |                |         |
| 1896  | 400                      | Rochet-Schneider; Mors (constructeur) |                              |                |         |
| 1897  | 1 200                    | Peugeot Type 15                       |                              |                |         |
| 1898  | 1 631                    | Lorraine-Dietrich                     |                              |                |         |
| 1899  | 4 914                    | Turcat-Méry; Léon Lemaire             |                              |                |         |
| 1900  | 10 039                   |                                       |                              |                |         |
| 1901  | 16 486                   |                                       |                              |                |         |
| 1902  | 23 711                   |                                       |                              |                |         |
| 1903  | 30 204                   |                                       |                              |                |         |
| 1904  | 37 322                   |                                       |                              |                |         |
| 1905  | 47 302                   |                                       |                              |                |         |
| 1906  | 24 400                   |                                       |                              |                |         |
| 1907  | 20 000                   |                                       |                              |                |         |
| 1908  | 25 000                   |                                       |                              |                |         |
| 1909  | 36 000                   |                                       |                              |                |         |
| 1910  | 38 000                   |                                       |                              |                |         |
| 1911  | 40 000                   |                                       |                              |                |         |
| 1912  | 41 000                   |                                       |                              |                |         |
| 1913  | 45 000                   |                                       |                              |                |         |
| 1914  | 36 000                   |                                       |                              |                |         |
| 1915  | 6 000                    |                                       |                              |                |         |
| 1916  | 4 000                    |                                       |                              |                |         |
| 1917  | 8 000                    |                                       |                              |                |         |
| 1918  | 2 000                    |                                       |                              |                |         |
| 1919  | 18 000                   |                                       |                              |                |         |
| 1920  | 40 000                   |                                       |                              |                |         |
| 1921  | 55 000                   |                                       |                              |                |         |
| 1922  | 75 000                   |                                       |                              |                |         |
| 1923  | 110 000                  |                                       |                              |                |         |
| 1924  | 145 000                  |                                       |                              |                |         |
| 1925  | 177 000                  |                                       |                              |                |         |
| 1926  | 192 000                  |                                       |                              |                |         |
| 1927  | 191 300                  |                                       |                              |                |         |
| 1928  | 223 600                  |                                       |                              |                |         |
| 1929  | 253 800                  |                                       |                              | ~41 000        |         |
| 1930  | 230 700                  |                                       |                              | ~35 000        |         |
| 1931  | 201 000                  |                                       |                              | ~32 000        |         |
| 1932  | 174 000                  |                                       |                              | ~27 000        |         |
| 1933  |                          | 163 770                               |                              | 28 159         |         |
| 1934  |                          | 191 929                               |                              | 29 316         |         |
| 1935  |                          | 156 010                               |                              | 23 260         |         |
| 1936  | 188 000                  | 160 500                               |                              | 27 500         |         |
| 1937  | ~200 000                 | ~173 000                              |                              | ~27 000        |         |
| 1938  | 228 500                  | 201 500                               |                              | 27 000         |         |
| 1945  | 34 625                   | 1 565                                 |                              | 33 060         |         |
| 1946  | 96 062                   | 30 429                                |                              | 62 949         | 2 684   |
| 1947  | 137 377                  | 66 277                                |                              | 67 768         | 3 332   |
| 1948  | 198 372                  | 100 091                               |                              | 94 583         | 3 698   |
| 1949  | 285 643                  | 187 677                               |                              | 95 878         | 2 088   |
| 1950  | 357 728                  | 257 289                               |                              | 98 139         | 2 300   |
| 1951  | 446 515                  | 313 916                               |                              | 129 875        | 2 724   |
| 1952  | 500 351                  | 370 061                               |                              | 128 004        | 2 286   |
| 1953  | 497 000                  |                                       |                              |                |         |
| 1954  | 600 000                  |                                       |                              |                |         |
| 1955  | 725 000                  |                                       |                              |                |         |
| 1956  |                          |                                       |                              |                |         |
| 1957  |                          |                                       |                              |                |         |
| 1958  |                          |                                       |                              | 30 592         |         |
| 1960  | 1 369 000                |                                       |                              |                |         |
| 1970  | 2 750 086                |                                       |                              |                |         |
| 1980  | 3 378 433                |                                       |                              |                |         |
| 1990  | 3 768 993                |                                       |                              |                |         |
| 1998  | 2 874 864                | 2 558 231                             | 277 074                      | 36 893         | 2 666   |
| 1999  | 3 180 193                | 2 784 469                             | 346 117                      | 46 401         | 3 206   |
| 2000  | 3 348 351                | 2 879 810                             | 409 966                      | 55 102         | 3 473   |
| 2001  | 3 628 418                | 3 181 549                             | 395 342                      | 47 955         | 3 572   |
| 2002  | 3 692 738                | 3 283 775                             | 358 986                      | 47 451         | 2 526   |
| 2003  | 3 620 056                | 3 220 329                             | 351 285                      | 46 049         | 2 393   |
| 2004  | 3 665 990                | 3 227 416                             | 385 439                      | 50 143         | 2 992   |
| 2005  | 3 549 008                | 3 112 961                             | 382 201                      | 50 159         | 3 687   |
| 2006  | 3 169 219                | 2 723 196                             | 386 512                      | 55 439         | 4 072   |
| 2007  | 3 015 854                | 2 550 869                             | 393 254                      | 67 395         | 4 336   |
| 2008  | 2 568 978                | 2 145 935                             | 349 131                      | 69 761         | 4 151   |
| 2009  | 2 047 693                | 1 819 497                             | 198 847                      | 25 325         | 4 024   |
| 2010  | 2 229 421                | 1 924 171                             | 262 479                      | 39 296         | 3 475   |
| 2011  | 2 242 928 *              | 1 931 030                             | 311 898                      | (*)            | (*)     |
| 2012  | 1 967 765                | 1 682 814                             | 284 951                      | (*)            | (*)     |
| 2013  | (1 740 220)              | (1 458 220)                           | (282 000)                    | (*)            | (*)     |
| 2014  | (1 821 464 )             | (1 499 464)                           | (322 000)                    | (*)            | (*)     |
| 2015  | 1 970 000                | ( )                                   | ( )                          | (*)            | (*)     |
| 2016  | 2 082 000                | ( )                                   | ( )                          | (*)            | (*)     |
| 2017  | 2 227 000                | ( )                                   | ( )                          | (*)            | (*)     |
| 2018  | 2 230 000                | ( )                                   | ( )                          | (*)            | (*)     |
| 2019  | 2 202 460                | 1 665 787                             | 509 563                      | (*)            | (*)     |
| 2020  | 1 316 371                | 927 718                               | 388 653                      | (*)            | (*)     |
| 2021  | 1 351 308                | 917 907                               | 433 401                      | (*)            | (*)     |
| 2022  | 1 383 173                | 1 010 486                             | 372 707                      | (*)            | (*)     |
| 2023  | 1 505 076                | 1 026 690                             | 478 386                      | (*)            | (*)     |

- La publication pour les camions et les bus a cessé

En 2019, les cadences de production ralentissent partout en Europe, et encore plus en France. Notamment en raison de la pandémie de Covid-19, du Brexit ou encore des potentielles hausses de taxation des États-Unis, le déclin de production devrait se poursuivre sur la décennie 2020-2029.
Production par fabricant
| Année | Voitures    | Renault   | Peugeot   | Citroën | Autre   | Panhard |
| ----- | ----------- | --------- | --------- | ------- | ------- | ------- |
| 1890  | 1           | 0         | 0         | 0       | 0       | 1       |
| 1891  | 10          | 0         | 4         | 0       | 0       | 6       |
| 1892  | 45          | 0         | 29        | 0       | 0       | 16      |
| 1893  | 70          | 0         | 34        | 0       | 0       | 36      |
| 1894  | 100         | 0         | 40        | 0       |         | 41      |
| 1895  | 200         | 0         | 72        | 0       |         | 78      |
| 1896  | 400         | 0         | 92        | 0       |         | 107     |
| 1897  | 1 200       | 0         | 54        | 0       |         | 240     |
| 1898  | 1 631       | 6         | 156       | 0       |         |         |
| 1899  | 4 914       | 71        | 323       | 0       |         |         |
| 1900  | 10 039      | 179       | 500       | 0       |         |         |
| 1901  | 16 486      | 347       | 456       | 0       |         |         |
| 1902  | 23 711      | 509       | 637       | 0       |         |         |
| 1903  | 30 204      | 778       | 773       | 0       |         |         |
| 1904  | 37 322      | 1 076     | 920       | 0       |         |         |
| 1905  | 47 302      | 1 179     | 1 261     | 0       |         |         |
| 1906  |             | 1 619     | 2 966     | 0       |         |         |
| 1907  |             | 3 066     | 1 657     | 0       |         |         |
| 1908  |             | 4 600     | 2 220     | 0       |         |         |
| 1909  |             |           |           | 0       |         |         |
| 1910  |             | 6 800     |           | 0       |         |         |
| 1911  |             |           |           | 0       |         |         |
| 1912  |             |           |           | 0       |         |         |
| 1913  |             |           |           | 0       |         |         |
| 1914  |             |           |           | 0       |         |         |
| 1915  |             |           |           | 0       |         |         |
| 1916  |             |           |           | 0       |         |         |
| 1917  |             |           |           | 0       |         |         |
| 1918  |             |           |           | 0       |         |         |
| 1919  |             | 2 456     | 500       | 3 325   |         |         |
| 1920  |             | 18 700    | 1 543     | 12 244  |         |         |
| 1921  |             | 5 883     | 4 960     | 10 933  |         |         |
| 1922  |             | 8 177     | 7 310     | 21 025  |         |         |
| 1923  |             | 21 124    | 10 546    | 32 678  |         |         |
| 1924  |             | 32 542    | 13 733    | 55 387  |         |         |
| 1925  |             | 44 836    | 16 679    | 61 487  |         |         |
| 1926  |             | 47 657    | 24 010    | 50 854  |         |         |
| 1927  |             | 40 221    | 21 124    | 76 077  |         |         |
| 1928  |             | 55 884    | 25 392    | 72 356  |         |         |
| 1929  | ~212 000    | 54 117    | 30 036    | 102 891 |         |         |
| 1930  | ~190 000    | 46 956    | 41 189    | 77 788  |         |         |
| 1931  | ~165 000    |           |           |         |         |         |
| 1932  | ~137 000    |           |           |         |         |         |
| 1933  | ~158 000    |           |           |         |         |         |
| 1934  | ~156 000    |           |           |         |         |         |
| 1935  | ~144 000    |           |           | 39 759  |         |         |
| 1936  | ~180 000    |           |           |         |         |         |
| 1937  | ~177 000    |           |           | 61 136  |         |         |
| 1938  | ~198 000    |           | 47 213    |         |         |         |
| 1939  | ~170 000    |           | 41 948    | 69 575  |         |         |
| 1940  |             |           |           |         |         |         |
| 1941  |             |           |           |         |         |         |
| 1942  |             |           |           |         |         |         |
| 1943  |             |           |           |         |         |         |
| 1944  |             |           |           |         |         |         |
| 1945  | ~2 000      |           |           |         |         |         |
| 1946  | ~30 000     | 8 000     | 2 000     | 13 000  |         |         |
| 1947  | ~66 000     | 19 000    | 13 000    | 23 000  |         | 100     |
| 1948  | ~100 000    | 30 000    | 19 000    | 34 000  |         | 1 000   |
| 1949  |             | 63 920    | 30 500    | 49 424  |         | 4 834   |
| 1950  |             | 83 000    | 62 486    | 81 941  |         | 10 000  |
| 1951  |             | 98 000    | 80 828    | 101 126 |         | 14 000  |
| 1952  |             | 121 000   | 64 000    | 89 000  |         | 10 000  |
| 1960  |             |           |           |         |         |         |
| 1970  |             |           |           |         |         |         |
| 1980  |             |           |           |         |         |         |
| 1990  |             |           |           |         |         |         |
| 1998  | 2 558 231   |           |           |         |         |         |
| 1999  | 2 784 469   |           |           |         |         |         |
| 2000  | 2 879 810   | 1 166 790 | 1 133 066 | 533 772 | 46 182  |         |
| 2001  | 3 181 549   | 1 178 379 | 1 254 296 | 558 073 | 190 801 |         |
| 2002  | 3 283 775   | 1 125 355 | 1 304 259 | 579 034 | 275 127 |         |
| 2003  | 3 220 329   | 1 076 945 | 1 208 461 | 597 930 | 336 993 |         |
| 2004  | 3 227 416   | 1 083 848 | 1 213 362 | 594 896 | 335 310 |         |
| 2005  | 3 112 961   | 1 042 611 | 1 155 292 | 605 988 | 309 070 |         |
| 2006  | 2 723 196   | 889 177   | 906 878   | 583 919 | 343 222 |         |
| 2007  | 2 550 869   | 789 809   | 835 167   | 540 434 | 385 459 |         |
| 2008  | 2 145 935   | 528 753   | 708 509   | 520 334 | 388 339 |         |
| 2009  | 1 819 497   | 428 328   | 657 226   | 404 049 | 329 894 |         |
| 2010  | 1 924 171   | 475 185   | (a)       | (a)     | 258 028 |         |
| 2011  | 1 931 030   | 444 862   | (b)       | (b)     | 252 577 |         |
| 2012  | 1 682 814   | 335 997   | 585 190   | 455 925 | 305 702 |         |
| 2013  | (1 458 220) | 313 199   |           |         |         |         |
| 2014  | (1 499 464) | 307 234   |           |         |         |         |
| 2015  |             | 661 580   |           |         |         |         |
| 2016  |             | 745 039   |           |         |         |         |
| 2017  |             | 778 387   |           |         |         |         |
| 2018  |             |           |           |         |         |         |
| 2019  |             |           |           |         |         |         |
| 2020  |             |           |           |         |         |         |

- (a) Peugeot et Citroën ensemble 1 190 958 véhicules [43]
- (b) Peugeot et Citroën ensemble 1 233 591 véhicules [44]

### Usines d'assemblage sur le sol français
En 2017, la France compte quatorze grandes usines d'assemblage automobile actives, toutes situées dans la moitié nord du pays: Leurs propriétaires actuels sont :
- Bugatti
  -     - Molsheim 1909-
- Groupe Renault :
  - Renault
    - Batilly (Meurthe-et-Moselle)
    - Douai (Nord)
    - Flins (Yvelines)
    - Maubeuge (Nord)
    - Sandouville (Seine-Maritime)

  - Alpine
    - Dieppe (Seine-Maritime)
- Stellantis (ex-Groupe PSA)
  - Hordain (Nord)
  - Mulhouse (Haut-Rhin)
  - Poissy (Yvelines), par rachat de Ford France par Simca puis de Simca par Peugeot[46]
  - Rennes (Ille-et-Vilaine), par rachat de Citroën par Peugeot
  - Sochaux (Doubs)
  - Valenciennes (Nord)Usine Stellantis d'Hordain, atelier de montage
- INEOS

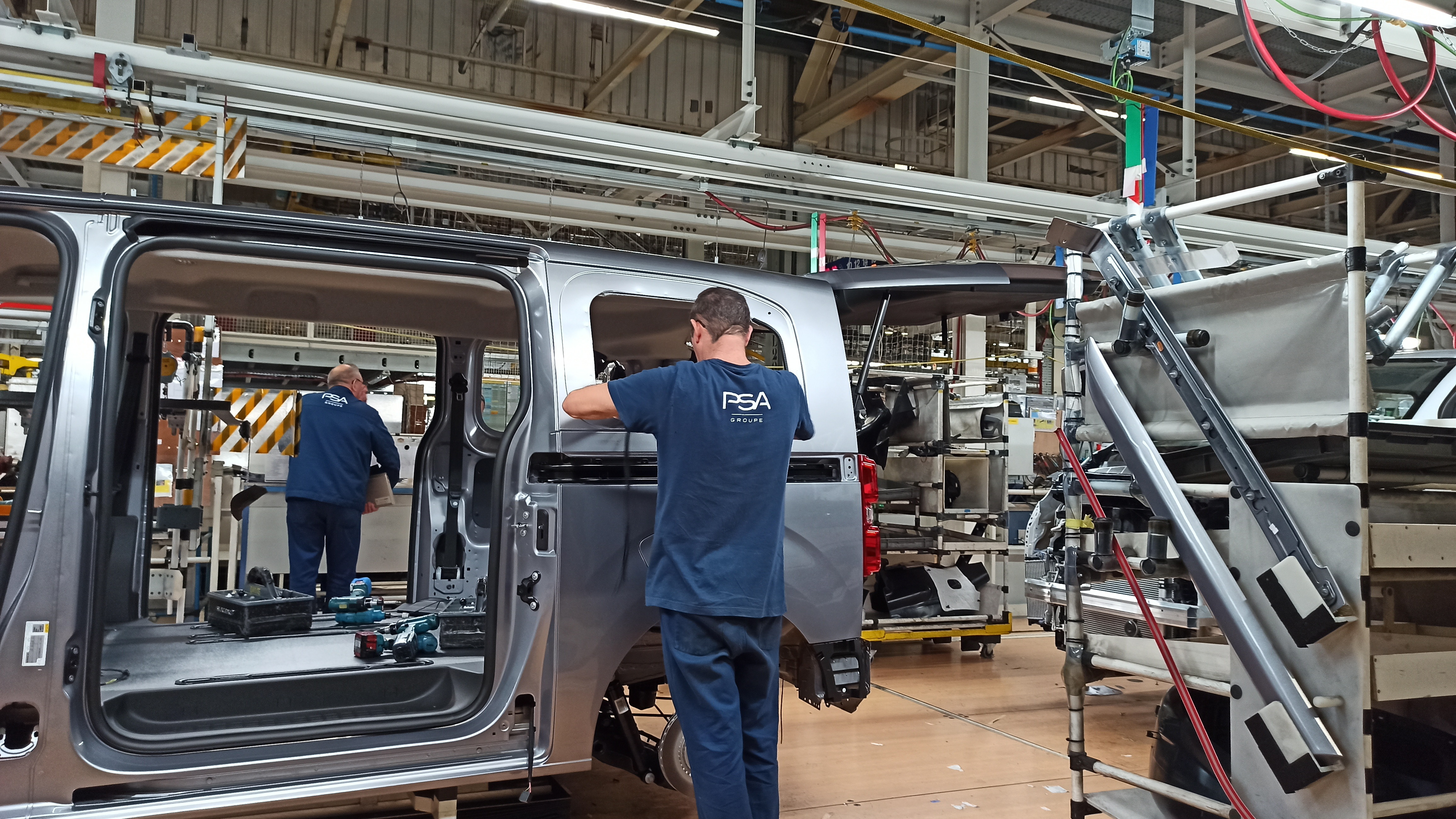
Usine Stellantis d'Hordain, atelier de montage

  - Hambach (Moselle), par rachat de l'usine Smart de Daimler
- Toyota
  - Onnaing (Nord)

Les rares sites de fabrication de véhicules automobiles situés dans le Sud de la France ne sont pas des véritables usines d'assemblage mais plutôt des ateliers sans véritable chaine d'assemblage, comme le site PGO d'Alès (Gard). On peut aussi citer les usines de véhicules à quatre roues sans permis, comme celle d'Aixam à Andacette (Drôme) toutefois ces véhicules ne sont pas homologués par la loi française comme de véritables automobiles, mais comme des quadricycles légers.

#### Anciennes usines d'assemblage sur le sol français
Dernier propriétaire :
- Abeille de Mesmay [48]
  - Saint-Quentin 1910-1914
- ACMA
  - Fourchambault (Nièvre), fabrication d'automobiles Piaggio de 1957 à sa fermeture en 1962[49]
- AAA (Ateliers d’Automobiles et d’Aviation)
  - Paris 1919-1920
- Able
  - Orgon 1920-1925
- ACMAT
  - Saint-Nazaire 1960-2018
- Ader [50], [51]
- A.E.M. (Société d’Application Électro-Mécanique)
  - Asnières-sur-Seine 1921-1927
  - Levallois-Perret 1900-1907
- Ajams
  - Neuilly-sur-Seine 1920-1922
- Alba
  - Suresnes 1913-1928
- Alcyon
  - Neuilly-sur-Seine 1902-1954
- Alda (Fernand Charron)
  - Courbevoie 1912-1922
- Établissements Alma
  - Courbevoie 1926-1929
- Alphi
  - Paris 1929-1931
- Automobiles Alva
  - Courbevoie 1913-1923
- Automobiles Allain et Niguet
  - Le Kremlin-Bicêtre 1921-1923
- Automoto [52]
  - Saint-Étienne 1889-1962
- Amilcar
  - Saint-Denis (Seine-Saint-Denis) 1921-1939
- Ariès
  - Villeneuve-la-Garenne 1903-1938
- L’Automotrice (Radia)[53], [54]
  - Bergerac (Dordogne) 1901-1907
- Auverland
  - Saint-Germain-Laval (Loire) 1980-2001
- Automobiles Bardon [55]
  - Puteaux 1899-1903
- Barré [56]
  - Niort 1897-1933
- Ballot
  - Paris 1905-1938
- Barron-Vialle
  - Lyon 1912-1937
- Béatrix [57], [58]
  - Paris 1907-1910
- Bédélia
  - Paris 1908-1920
- Bellanger
  - Neuilly-sur-Seine 1912-1925
- Benjamin
  - Asnières-sur-Seine 1921-1931
- Berliet
  - Lyon 1899-1980
- Bernard
  - Arcueil 1923-1967
- Bignan
  - Courbevoie 1918-1934
- Bolide [59]
  - Paris 1899-1907
- BNC
  - Levallois-Perret 1923-1931
- Bollée [60]
  - Le Mans 1895-1922
- Boyer [61]
  - Suresnes 1898-1906
- Brasier
  - Paris 1902-1930
- Brierre [62]
  - Paris 1900-1903
- Brouhot [63]
  - Vierzon 1898-1911
- Buchet [64]
  - Billancourt (Hauts-de-Seine)  1910-1929
- Cambier[65], [66]
  - Lille 1897-1905
- CBM
  - Le Mans 1976-1986
- C.G.V. [67]
  - Puteaux 1901-1906
- Chaboche [68]
  - Paris 1901-1910
- Chappe et Gessalin
  - Brie-Comte-Robert 1966-1974
- Charles Mochet
  - Puteaux 1924-1958
- Charron [69]
  - Puteaux 1901-1932
- Chausson
  - Gennevilliers 1907-2000
- Chenard et Walcker
  -  Asnières 1899-1908
  - Gennevilliers 1908-1993
- Citroën
  - Quai de Javel, 15ème arrondissement de Paris (Paris), fermée en 1975[70]
  - Porte d'Ivry, 13ème arrondissement de Paris (Paris), par rachat de Panhard, fermée en 1967[71],[72]
- Clément-Bayard[73]
  - Clément Levallois-Perret 1898-1903
  - Levallois-Perret 1898-1922
- Cohendet (André Cohendet et Compagnie)[74]
  - Paris 1898-1914
- Comiot[75]
  - Paris 1898-1904
- Mototri Contal [76]
  - Paris 1900-1910
- Cornilleau & Sainte-Beuve (C.S.B)[77]
  - Paris 1904-1909
- Corre La Licorne
  - Levallois-Perret 1901-1949
- Cottin & Desgouttes
  - Lyon 1904-1933
- Cournil
  - Aurillac 1960-1977
- Automobiles Couverchel[78]
  - Neuilly-sur-Seine 1905-1906
- Cyrano
  - Bergerac 1899-1900
- Dallas
  - Neuilly-sur-Seine 1981-1998
- Darmont
  - Courbevoie 1919-1939
- Darracq
  - Suresnes 1897-1935
- Desmarais & Morane [79]
- DB
  - Paris 1937-1961
- De Bazelaire
  - Paris 1907-1928
- Decauville [80]
  - Corbeil-Essonnes 1898-1911
- De Diétrich [81], [82]
  - Lunéville 1897-1905
- De Dion-Bouton [83]
  - Puteaux (Hauts-de-Seine), jusqu'en 1927[84]
- Delage
  - Levallois-Perret 1905-1953
- Delahaye [85]
  - Paris 1895-1954
- Delaugère et Clayette
  - Orléans 1898-1933
- Delaunay-Belleville
  - Saint-Denis (Seine-Saint-Denis) 1904-1950
- Demeester [86]
  - Courbevoie 1905-1914
- Donnet-Zédel
  - Pontarlier (Doubs), fermée en 1929[87]
  - Île de la Jatte, Neuilly-sur-Seine (Hauts-de-Seine)[46]
- Eldin & Lagier [88]
  - Lyon 1898-1901
- Ernst et C°
  - Paris (1899)
- Facel
  - Amboise (Indre-et-Loire), jusqu'aux années 1960-1970
  - Colombes (Hauts-de-Seine)[89]
- Farman, Micot et Cie
  - Saint-Maurice-d'Ételan (1898-1898)
- Ford France
  - Bordeaux (Gironde)[90], jusqu'en 1925
  - Asnière-sur-Seine (Hauts-de-Seine)[90], jusqu'aux années 1930
- Fouillaron [91], [92]
  -  Levallois-Perret 1900-1914
- Gillet-Forest [93]
  - Saint-Cloud 1889-1907
- Gladiator [94]
  - Le Pré-Saint-Gervais 1891-1909
- Grégoire
  - Poissy 1903-1924
- Hautier [95]
  - Paris 1899-1905
- Helbé (Levêcque and Bodenreider) [96]
  - Boulogne-Billancourt  1905-1907
- Automobiles & Moteurs Henriod
  - Neuilly-sur-Seine 1988-1908
- Société Hérald [97]
  - Levallois-Perret 1901-1906
- Heuliez
  - Cerizay (Deux-Sèvres), fabrication d'automobiles jusqu'en 2009, fermeture en 2013[98],[99]
- Hispano-Suiza
  - Bois-Colombe (Hauts-de-Seine), fabrication d'automobiles jusqu'en 1936[100]
- Hotchkiss / Thomson-Brandt
  - Ivry-sur-Seine (Val-de-Marne), par rachat de l'usine Brasier par Delahaye, puis de Delahaye par Hotchkiss, fermée dans les années 1950[101]
  - Saint-Denis (Seine-Saint-Denis), fermée dans les années 1980[102]
- C. Hugot [103]
  - Paris 1897-1901
- Hurtu
  - Albert (Somme) 1896-1930
- Impétus [104]
  - Pornichet 1899-1903
- Ivry [105]
  - Ivry-sur-Seine 1906-1914
- V. Janvier [106], [107]
  - Paris 1901-1907
- Jeantaud [108]
  - Courbevoie 1893-1906
- S.A. des Établissements Jussy (Dombret & Jussy)(Ateliers du Furan) [109]
  - Saint-Étienne 1898-1900
- Kriéger [110]
  - Paris 1897-1909
- Lacoste & Battmann [111]
  - Paris 1897-1913
- La Buire [112]
  - Lyon 1889-1930
- La Française Diamant [113]
  - Paris 1901-1906
- Latil
  - Suresnes 1897-1993
- René Legros [114]
  - Fécamp 1900-1913
- Hippolyte Lepape[115]
- Lethimonnier[116]
  - Paris 1903-1912
  - Puteaux 1896-1906
- Lorraine-Dietrich
  - Paris 1905-1941
- Marot-Gardon[117]
  - Corbie 1899-1902
- Mathis
  - Strasbourg (Bas-Rhin), y compris avec Ford France dans le cadre de Matford, jusqu'en 1939[90]
- Matra
  - Romorantin (Loir-et-Cher), fermée en 2003[118]
- Mercier[119]
  - Paris 1899-
- Microcar
  - Montaigu (Vendée) 1980-2008
- Ateliers de Construction Mécanique et d’Automobiles Mieusset[120]
  - Lyon 1903-1925
- Monica
  - Balbigny 1967-1975
- Mors[121]
  - Paris 1895-1919
- Motobloc [122]
  - Bordeaux 1902-1961
- MPM Motors
  - Croissy-sur-Seine 2015-2020
- Nanceene [123]
  -  ? 1899-
- Oméga [124]
  - Paris 1900
- Ouzou [125]
  - Levallois-Perret 1900-1901
- Panhard [126]
  - Marolles-en-Hurepoix 1889-2018
- Panhard Defense
  - Marolles-en-Hurepoix 2005-2018
- Société des Automobiles Pilain [127]
  - Lyon 1902-1920
- Automobiles Pivot [128]
  - Puteaux 1904-1907
- Société Générale des Automobiles Porthos [129]
  - Boulogne-Billancourt 1906-1914
- Prétot
  - Levallois-Perret 1896-1900
- Société des Automobiles Prima
  - Levallois-Perret 1906-1909
- Établissements Prod’Homme [130]
  - Porte d'Ivry (métro de Paris) 1907-1908
- PSA
  - Aulnay-sous-Bois (Seine-Saint-Denis), par rachat de Citroën par Peugeot, fermée en 2013[131]
  - Levallois-Perret (Hauts-de-Seine) par rachat de Citroën par Peugeot, fermée en 1988[132]
- Automobiles Rebour [133]
  - Puteaux 1905-1908
- Régina (Dixi) [134]
  - Paris 1903-1908
- Renault
  - Île Seguin, Boulogne-Billancourt (Hauts-de-Seine), fermée en 1992[135]Usine Renault de l'île Seguin dans les années 1920
- René Bonnet
  - Champigny-sur-Marne 1961-1964
- Rochet [136]
  - Paris 1899-1910
- Rosengart
  - Neuilly-sur-Seine 1928-1955
- Salmson
  - Boulogne-Billancourt] 1913-1962
- SAVIEM
  - Blainville-sur-Orne 1955-1978

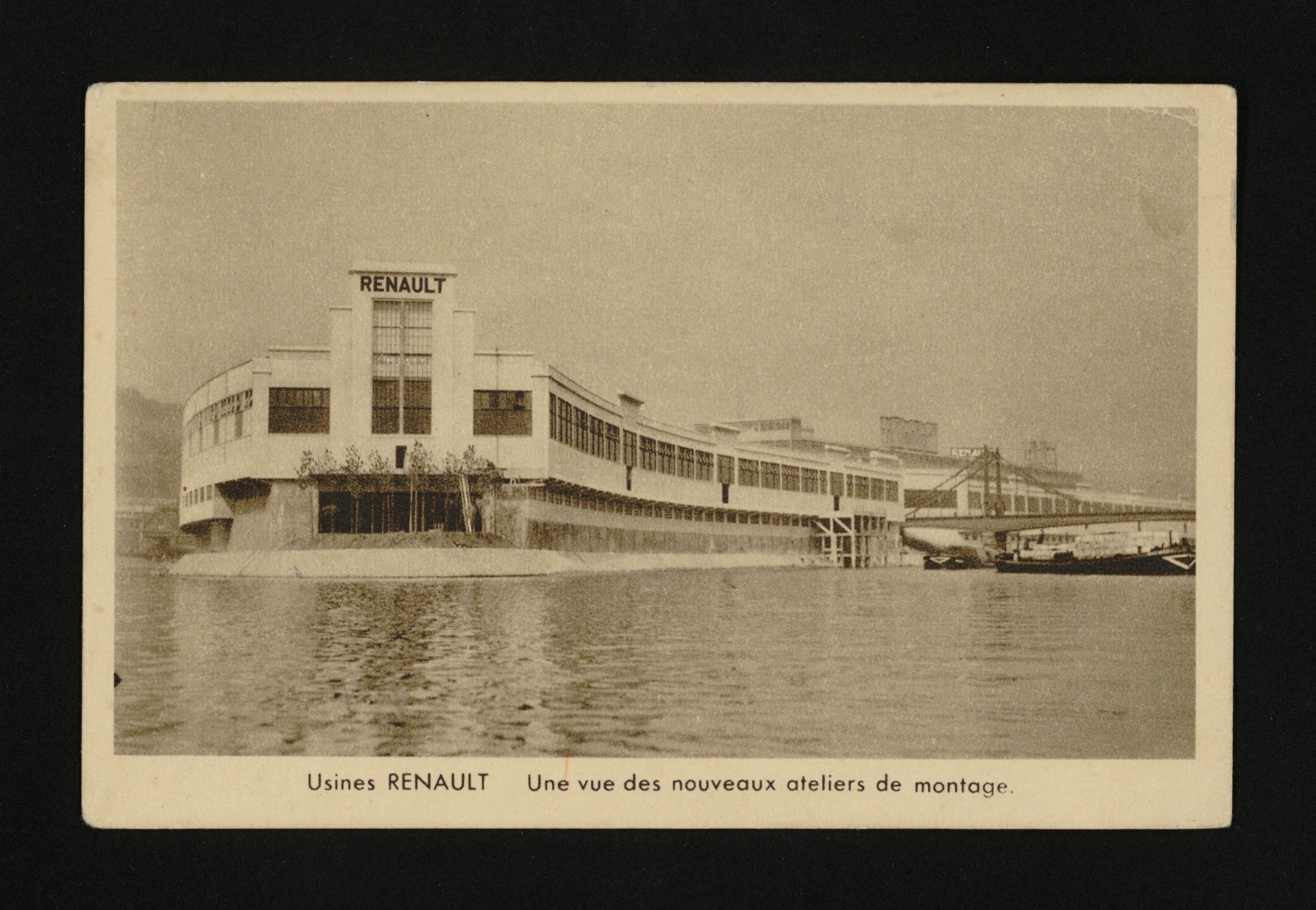
Usine Renault de l'île Seguin dans les années 1920

- SEER (Société Européenne des Electromobiles Rochelaises)[137]
  - Périgny 1990-1995
- S.C.A.R. (Société de Construction Automobile de Reims) [138]
  - Reims 1898-1933
- Schaudel [139]
  - Bordeaux 1898-1902
- Simca
  - Nanterre (Hauts-de-Seine), par rachat de l'usine Vinot & Deguingand par Donnet-Zédel, puis par Fiat-Simca, puis par Citroën, avec fin de l'activité assemblage à ce moment-là en 1961, puis fermeture totale de l'usine en 1985[46]
- Sinpar
  - Neuilly-sur-Seine 1907-1914
- Sizaire-Naudin [140]
  - Paris 1903-1921
- SOMUA
  - Saint-Ouen-sur-Seine 1914-1955
  - Seine-Saint-Denis
- Société des Anciens Établissements Georges Richard [141]
  - Ivry-sur-Seine 1897-1905
- Société des Automobiles et Traction [142]
  - Puteaux 1899-1901
- Societé Générale des Voitures Automobiles Otto-Diesel [143]
  - Paris 1900-1914
- Societé Parisienne [144]
  - Paris 1899-1903
- Talbot
  - Suresnes (Hauts-de-Seine), fermée en 1958[145]
- Talbot-Lago
  - Suresnes  1936-1959
- Société Nationale de Construction de Moteurs H. Tenting [146]
  - Boulogne-Billancourt 1884-
- A. Teste, Moret & Cie. [147]
  - Lyon 1898-1903
- Thieulin [148]
  - Besançon 1906-1908
- Turgan-Foy [149]
  - Levallois-Perret 1899-1907
- U.D.P.X [150]
- Unic (entreprise)
  - Puteaux 1905-1984
- Véhicules Poncin
  - Tournes 1980-1993
- Vinet [151]
  - Neuilly-sur-Seine 1900-1904
- Violet-Bogey
  - Paris 1908-1914
- Wehrlé & Godard-Desmarest [152]
  - Neuilly-sur-Seine 1900

### Évolutions
Aujourd’hui[Quand ?], les constructeurs automobiles français veulent évoluer et moderniser leurs usines industrielles de fabrication de voitures[évasif].
Les constructeurs français souhaitent devenir les meilleurs, au travers de trois enjeux :
- la compétitivité, c’est-à-dire devenir un concurrent phare grâce à des usines durablement chargées, en compactant les surfaces et en passant au « monoflux » (production de différentes gammes de véhicules sur une même ligne) ;
- les bénéfices, grâce à des usines performantes dans une pluralité de domaines, tels que la sécurité, le management, la qualité, les coûts, les délais ou encore sur l’environnement ;
- l’investissement, par le biais d’usines étendues, avec l’intégration complète du fournissement de composants, et des usines flexible s’adaptant à la demande du client et en absorbant plus de diversité et plus de variations de volume. L’investissement s’étend aussi vers des usines autonomes, gérant seules les adaptations et améliorations des produits[153].

### Techniques et composition
Une automobile est constituée d’une multitude de composants. La base d’un véhicule est le châssis roulant, un groupe motopropulseur avec tous les accessoires nécessaires pour son fonctionnement. C’est ce châssis qui relie tous les composants, dont la mobilité est assurée par les quatre roues. Ce qui permet de faire la liaison entre le châssis et les roues sont les suspensions.
C’est le conducteur qui contrôle le véhicule, grâce au volant et aux pédales intégrés au véhicule. C’est grâce aux actions du conducteur sur les pédales et sur la boîte de vitesses, mais aussi grâce à des organes de transmission, que le véhicule automobile avance. À noter qu’une boite de vitesse peut être manuelle ou automatique. Le carburant constitue une réserve pour le fonctionnement du moteur. La batterie, quant à elle, alimente tous les organes et accessoires du véhicule en électricité.
Les instruments de contrôle sont le volant, les pédales et l’indicateur de vitesse. Ils permettent la conduite de l’automobile, dans un objectif de sécurité. Les éléments de confort tels que le chauffage, la ventilation, la climatisation, et les éléments de sécurité comme l’éclairage, et le système ABS sont des accessoires qui ne cesse de se développer et d’évoluer au fil des nouvelles technologies.
Les véhicules automobiles sont propulsés soit par un moteur à explosion, soit par un ou plusieurs moteurs électriques, avec l’aide ou non d’un moteur thermique. Dans le dernier cas, une voiture composée de différents types de moteurs est appelée voiture hybride.

## Constructeurs automobiles français

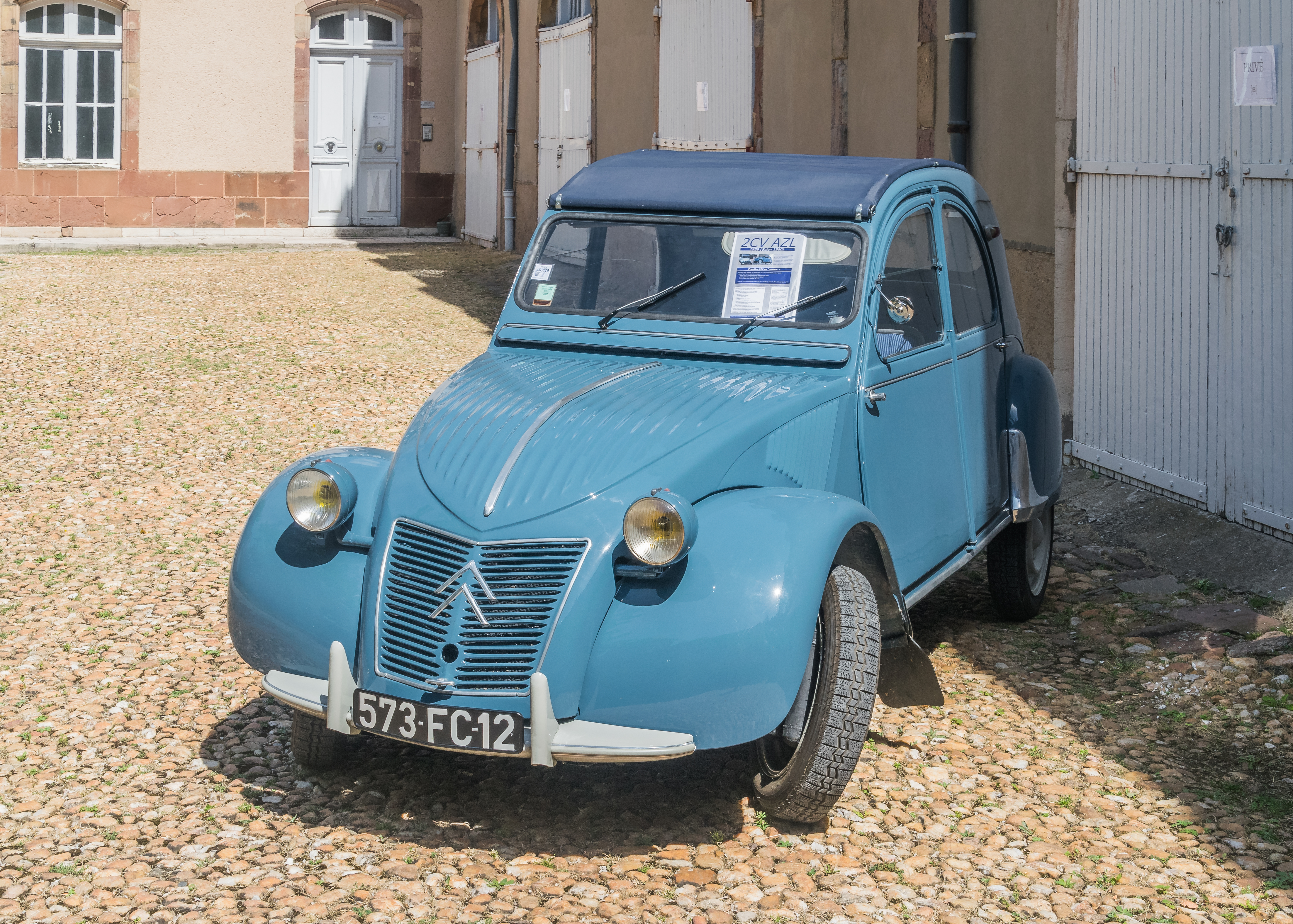
Citroën 2CV AZL de 1959.

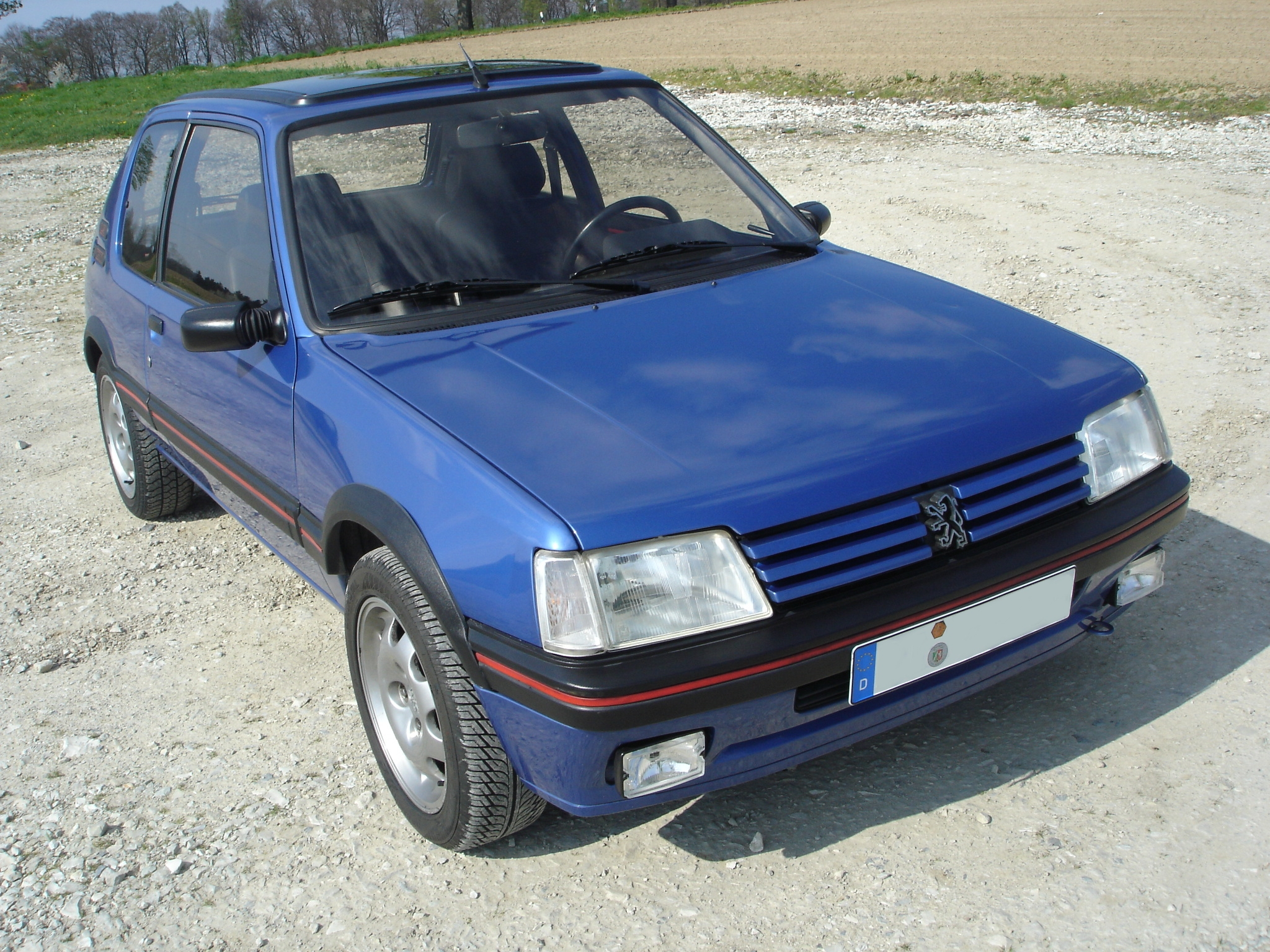
Peugeot 205 GTI 1.9.

Le Groupe Renault et le Groupe Stellantis sont les deux principaux groupes automobiles français. Ils possèdent chacun plusieurs marques et filiales, dont certaines sont françaises :
- Groupe Stellantis :  Peugeot,  Citroën,  DS Automobiles,  Opel,  Vauxhall,  Fiat,  Maserati,  Alfa Romeo,  Lancia,  Abarth,  Comau,  Jeep,  Dodge,  Ram,  Chrysler.

Entreprises inactives :  Ambassador,  Talbot,  Simca,  Panhard ,  Innocenti ,  Autobianchi ;
- Groupe Renault :  Renault,  Alpine,  Renault Korea Motors,  Dacia,  Mobilize,  Jinbei (co-entreprise avec Brillance),  Huasong (co-entreprise avec Brillance),  JMEV (co-entreprise avec Jiangling), et liens avec l'Alliance Renault-Nissan-Mitsubishi ( Nissan,  Infiniti,  Mitsubishi)

Si les deux grands groupes français produisent encore une partie de leurs véhicules en France, la plupart de leurs usines ont été délocalisées à l'étranger pour des raisons de coûts (Europe, Chine ou encore Amérique du Sud). Dans certains cas les véhicules ne sont pas destinés au marché français (par exemple, les véhicules fabriqués par la filiale brésilienne), dans d'autres si (usines en Espagne, en Roumanie ou au Maroc par exemple).
Peugeot et Renault sont les deux marques automobiles préférées des Français en 2023.

### Groupe Stellantis (ex-PSA)
Le groupe Stellantis est issu de la fusion en 2021 entre le constructeur automobile français PSA et l'italien FCA.

#### La Période PSA
La fondation de PSA date de 1966, à l'initiative du constructeur Peugeot. Une dizaine d’années plus tard, il rachète Citroën S.A (propriétaire des marques Citroën et Panhard) et fusionne avec la marque pour donner naissance au groupe PSA Peugeot Citroën. Deux ans plus tard, il rachète la division Chrysler Europe, comprenant notamment les marques Simca et Talbot, qu'il exploitera respectivement jusqu'en 1980 et 1995.
En 2016 que le groupe PSA Peugeot Citroën est renommé Groupe PSA. Le président du groupe est Carlos Tavares. En 2017, le Groupe PSA rachète à l'américain General Motors sa filiale européenne, composée des constructeurs Opel et Vauxhall.
En 2016, PSA est le principal constructeur automobile français détenant 27,74 % des parts de marché. Au niveau mondial, il occupe la 9e place, avec 9,78 % des parts du marché mondial[réf. nécessaire].
PSA est un groupement de constructeurs mondial, implanté dans plus de cent pays dans le monde. Approximativement 3,6 millions de ses voitures ont été vendus dans le monde en 2017. Cette même année, son chiffre d’affaires s’élevait à 65,2 milliards d’euros. Il a augmenté de 20,7 % depuis 2016. Les effectifs du groupe PSA s’élevaient à environ 208 000 personnes employées dans le monde en 2017.

### Groupe Renault

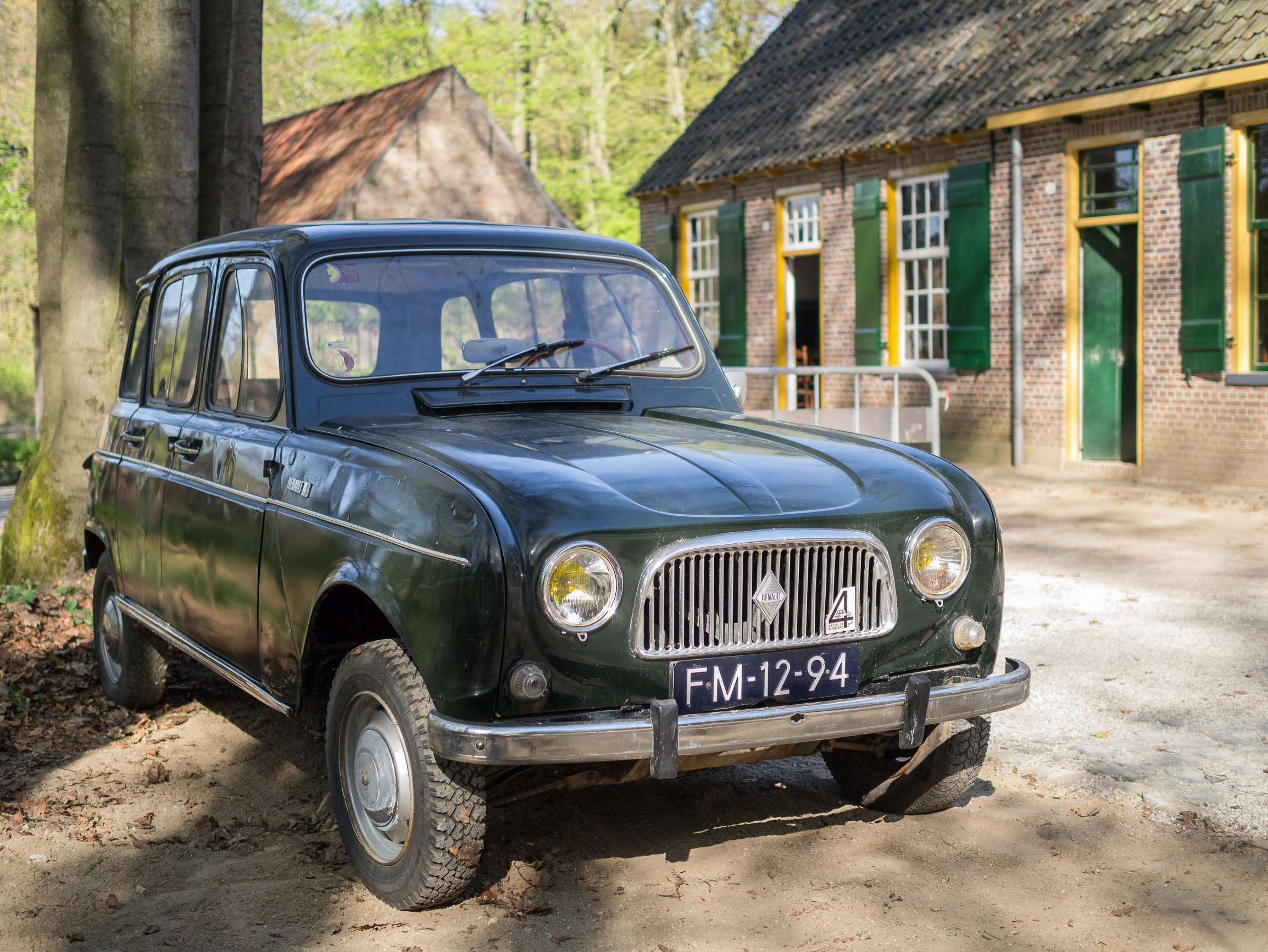
Renault 4

Le constructeur automobile Renault a été fondé en 1898. L'actuel président du groupe est Thierry Bolloré. Renault a une forte présence à l’international, et est présent dans 134 pays différents[Quand ?]. En 1999, Renault s’allie avec le constructeur japonais Nissan, et plus récemment en 2016 avec Mitsubishi par le biais de Nissan. Cette alliance s’appelle est connue sous le nom de Renault-Nissan-Mitsubishi.
Dans les années 2010, Renault rachète le plus grand constructeur russe, Avtovaz (Lada), mais est contraint de le céder en 2022 à la suite du retrait de Russie des entreprises occidentales, consécutif à l'invasion de l'Ukraine par la Russie. Le groupe Renault possède alors cinq marques : Renault, Alpine, Renault Korea Motors (ex-Renault Samsung Motors), Dacia et Mobilize.
En 2017, le groupe a vendu approximativement 3,7 millions de voitures et a réalisé un chiffre d’affaires de plus de 58 milliards d’euros. Sa part de marché du groupe Renault était de 10,8 % sur le marché européen, et de 4 % sur le marché mondial[réf. souhaitée]. Le nombre d’employés en 2017 pour le groupe Renault s’élevait approximativement à 180 000 personnes.

### Micro-constructeurs français
Les petits constructeurs automobiles occupent des marchés de niche. Ils se distinguent des gros constructeurs par leur production. Ils fonctionnent fréquemment sous forme artisanale et non industrielle. Leur production annuelle est inférieure à dix mille unités.
Il existe plusieurs micro-constructeurs d'automobiles français encore en activité, parmi lesquels on peut citer Bugatti (propriété du groupe Volkswagen AG) ainsi que de nombreux indépendants tels que De La Chapelle, Devinci cars, Exagon, PGO, Secma ou encore Devalliet.
La France est également le leader européen de la fabrication de voiture sans-permis (qui sont en réalité classifiées par la législation comme des quadricycles légers, et non pas des automobiles) grâce aux constructeurs nationaux : le groupe Ligier (Ligier, Microcar) qui fabrique à Abrest (Allier) et Boufféré (Vendée), Chatenet à Pierre-Buffière (Haute-Vienne) et Aixam à Andacette (Drôme),,.

## Dimension mondiale du marché de l'automobile française
Les constructeurs d'automobiles française sont confrontés à une forte concurrence internationale. En 2016, Renault et PSA occupaient les 9e et 10e places mondiales respectives sur la production mondiale de voitures, dont Volkswagen était leader.
Les  marques françaises sont largement implantées à l’international. Cette présence est due à leurs industries délocalisées dans le monde mais aussi à des alliances faites avec certaines marques, comme l'union Renault-Nissan-Mitsubishi ou encore le rachat d’Opel/Vauxhall par PSA en 2017.
Au début des années 1990, les deux leaders français, PSA et Renault, étaient confortablement positionnés sur les parts de marché hors Europe, au détriment de quelques pertes de parts de marché en France. Cependant, à la fin du XXe siècle, les constructeurs allemands comme VK se sont fortement développés, et ont ainsi creusés un écart avec les autres constructeurs.
Avec l'arrivée et le développement de nouveaux constructeurs, PSA et Renault, pour se démarquer de la concurrence, choisissent d’adopter une stratégie de différenciation. Ils distinguent leurs produits par le biais de différentes versions d’un modèle de voiture. Ainsi, Renault a été initiateur du monospace sur le marché européen. En plus de se différencier de la concurrence, les constructeurs français misent leur production sur la qualité de leurs véhicules. Leurs efforts sont récompensés comme en témoignent les nombreux prix qu'ils ont reçus. Le prix le plus prestigieux en Europe, le Trophée européen de la voiture de l'année a été attribué 16 fois à une automobile française.
Depuis la crise de 2008, le solde du commerce extérieur de l’automobile français est déficitaire. L’Asie prend une place importante sur ce marché puisqu’elle représente depuis 2009, 45 % des ventes de voitures neuves notamment grâce à la Chine.
Depuis 2010, le déficit de la balance commerciale française pour ce qui concerne l'automobile ne cesse de se creuser. L’année 2022 est celle d’un déficit record pour l'automobile de 19,9 milliards d'euros, soit près de deux milliards de plus qu'en 2021, année déjà historique. Le déficit représente près de 6 milliards d’euros sur le seul dernier trimestre de 2022.

## Normes automobiles
Du fait de la mondialisation de l’industrie automobile, cette dernière est devenue un des secteurs les plus règlementés. Aujourd'hui, les constructeurs et équipementiers de voitures français sont désormais soumis à une pluralité de normes, pouvant être divisées en plusieurs domaines. En France, l’industrie automobile est soumise à des normes nationales, mais également européennes et internationales. Cette étendue de normes a été développée dans un but d’unification des règlementations relatives à l’industrie automobile générale. La normalisation dans le secteur automobile s'entend principalement par les démarches ISO.
Il reste cependant difficile de respecter l'intégralité des normes en vigueur. En effet, leur pluralité ainsi que leur constante évolution sont difficiles à appréhender, et les constructeurs ont parfois tendance à enfreindre certaines de ces mesures. Il est cependant nécessaire de les respecter en totalité (ou quasi-totalité), sous peine de sanctions.

### Normes de qualité
Dans le secteur automobile, sujet à des continuelles transitions et évolutions, l'enjeu de la qualité, tant au niveau des produits que la production, s'est peu à peu dessiné. En France, la démarche qualité dans le secteur automobile est soumise à une normalisation internationale depuis les années 1980. Ces normes ne cessent d'évoluer au fil du temps et de l'apparition des nouvelles innovations technologiques automobiles.
Au niveau de l'organisation au sein des usines automobiles, les constructeurs français dépendent dans une certaine mesure de la norme ISO 9001, relative à la mise en place d'un management de qualité. Cette démarche, bien que s'établissant au niveau de l'organisation et de la production, a pour but d'améliorer la qualité des services et des produits apportés aux clients. La certification ISO 9001 est délivrée par un organisme de certification, dont l'accréditation est préalablement accordée par le Cofrac (Comité français d'accréditation). La norme ISO 9001 présente de nombreux avantages pour l'industrie automobile française, notamment au niveau de la réduction des coûts, liés à un manque de qualité des produits et services, ou encore concernant la réduction des risques et la motivation du personnel.
Si la norme ISO 9001 est applicable à plusieurs secteurs industriels ou de la grande consommation, la norme ISO/TS 16949, dérivée de ISO 9001, est spécifique à la mise en place d'un système de management de qualité dans l'industrie automobile. Créée par l'IATF, elle régit les procédés de fabrication et de développement des composants pour véhicules, et précise les procédures de construction automobile à respecter par les constructeurs. Afin d'assurer la gestion de la qualité, les constructeurs français disposent de différents outils, tels que l'AMDEC, qui permet de réaliser des contrôles sur les chaînes de production et sur les produits ou services finis (et donc d'anticiper les problèmes pour leur trouver des solutions), pour finalement obtenir la certification ISO par exemple,. Remaniée en 2016, la norme ISO/TS 16949 implique désormais des impératifs liés aux évolutions et aux problématiques présente sur le marché de l'automobile.

### Normes techniques
La règlementation du secteur automobile régit également les composants d'une voiture et les techniques de fabrication utilisées par les constructeurs. Par normes techniques, on entend l'ensemble de la règlementation intervenant sur les différents composants nécessaire à la production finale d'un véhicule prêt à l'emploi. Elles sont élaborées par les fabricants ou équipementiers, qui adaptent chaque pièce au constructeur. Cette règlementation est donc édité par le monde automobile lui-même. Les mesures qui en ressortent traversent les continents et peuvent devenir applicables à d'autres constructeurs dans le monde.
Les normes techniques sont souvent étroitement liées à l'engagement de sécurité requis dans les véhicules automobiles. Ainsi, elles donnent parfois lieu à la création de normes de sécurité par les organismes de normalisation, dont le respect est indispensable.

### Normes de sécurité
Un véhicule automobile étant un objet du quotidien à la fois pratique mais également présentant des dangers plus ou moins graves, des normes de sécurité ont été édictées et imposées aux constructeurs automobiles français, mais également au niveau international. En France, les normes de sécurité qui s'appliquent sont conçues à la fois par l'organisation internationale de la normalisation (normes ISO) mais aussi par les acteurs publics nationaux et européens. Cette normalisation tend par ailleurs vers une unification des règles au niveau international. La sécurité routière étant devenu un réel débat dans notre société, les constructeurs automobiles ont dû prendre considération les différentes thématiques du sujet.
Parmi les normes de sécurité, il est possible de trouver les mesures relatives aux composants d'un véhicule d'un côté, et celles relatives à la sécurité du public de l'autre. Par exemple, il existe des règles qui régissent l'utilisation de matériaux dangereux ou encore combustibilité des matériaux (concernant l'inflammation du véhicule) et d'autres concernant la présence d'une ceinture de sécurité dans le véhicule, dans un souci de sécurité des usagers. Il est également possible de citer la norme Isofix, une nouvelle technique d'attache faisant l'objet d'une norme ISO concernant la fixation d'un siège auto, dans le but d'améliorer la sécurité d'un enfant en cas de choc.
Les normes de sécurité doivent obligatoirement être respectées par les constructeurs français, sous peine de sanction plus ou moins lourde. Pour être commercialisées, les voitures françaises doivent au préalable recevoir une homologation, certifiant de la conformité du véhicule et attestant d'un produit le plus sécuritaire possible et respectant les normes en vigueur. Parfois, la règlementation propre aux différents constructeurs peut entrer en opposition avec la réglementation unifiée au niveau européen, qui doivent améliorer la compatibilité de chaque mesure. Les différents fabricants investissent par ailleurs dans des recherches concernant une amélioration encore plus effective de la sécurité d'une automobile.

### Démarches environnementales
Dans l'industrie automobile, les normes environnementales[Lesquelles ?] concernent à la fois la production du véhicule et l'impact environnemental et climatique lors de l'utilisation ultérieure par un consommateur. Leur but principal est de réduire les impacts environnementaux causés par l'utilisation d'une voiture et d'améliorer en permanence la performance environnementale des acteurs du secteur automobile et de l'ensemble de la chaîne de valeur associée. Les constructeurs automobiles se doivent de produire non seulement des véhicules moins polluants, mais aussi d'user de matériaux moins impactants pour l'environnement. Quand ce dernier cas n'est pas faisable, ils se doivent de stocker dans des entrepôts spécialisés le matériel susceptible de polluer l'environnement[pas clair].
Les constructeurs automobiles français peuvent se référer à la norme ISO 14001, démarche volontaire d'amélioration concernant la mise en place au sein des industries d'un système de management environnemental, et à la norme européenne d'émission, mesures fixées par l'Union européenne et relatives à l'émission de gaz à effet de serre des véhicules automobiles.